# Röhm-Putsch

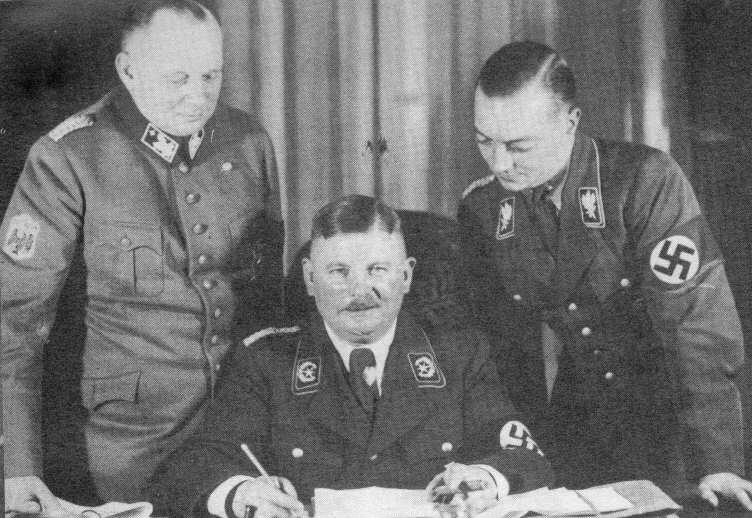
Ernst Röhm (Mitte) kurz nach seiner Ernennung zum Minister ohne Geschäftsbereich im Kabinett Hitler (rechts SA-Gruppenführer Karl Ernst, links Franz von Stephani; Dezember 1933)

Als Röhm-Putsch bezeichnete die nationalsozialistische Führung die Ereignisse Ende Juni/Anfang Juli 1934, bei denen auf Befehl Adolf Hitlers Führungskräfte der Sturmabteilung (kurz SA) einschließlich des Stabschefs Ernst Röhm und mehrere Gegner des NS-Regimes ermordet wurden. Die Ereignisse wurden später auch als Röhm-Aktion oder Röhm-Morde bezeichnet. Die nationalsozialistische Propaganda rechtfertigte die Morde mit der unwahren Behauptung, dass die SA unter Röhm einen baldigen Putsch oder überhaupt irgendeine Aktion geplant habe. In der Folge wurde der Ausdruck Röhm-Putsch von Hitler und der NS-Propaganda nicht mehr nur für den angeblichen Putsch, sondern für die gesamten Ereignisse einschließlich der von Hitler befohlenen Morde benutzt.
In der Nacht vom 30. Juni zum 1. Juli 1934 wurden Ernst Röhm und weitere auf Hitlers Anweisung am Tegernsee zusammengekommene Funktionäre der SA-Führung festgenommen und – zum Teil noch in dieser Nacht – durch Angehörige der SS ermordet. Weitere Morde folgten in den nächsten Tagen. Es sind etwa 90 Ermordete namentlich nachgewiesen, einige Forscher gehen aber von etwa 150–200 Ermordeten aus. Dazu gehörten außer SA-Mitgliedern weitere, von der nationalsozialistischen Führung für ihre eigene Machtsicherung als gefährlich eingeschätzte Personen, darunter bekannte Persönlichkeiten wie Kurt von Schleicher, Hitlers Amtsvorgänger als Reichskanzler, und Generalmajor Ferdinand von Bredow, der frühere stellvertretende Reichswehrminister, sowie Gregor Strasser als Reichspropagandaleiter und Reichsorganisationsleiter bis 1932 bedingt durch die Strasser-Krise. Daneben gab es aufgrund von Verwechslungen auch Zufallsopfer.
Die vor allem auf Betreiben von Hitler und Hermann Göring lange vorbereitete „Säuberungswelle“ wurde durch Kommandos der SS mit Unterstützung der Gestapo und der Reichswehr durchgeführt. Zugrunde lagen der Mordaktion NS-interne ideologische Differenzen und machtpolitische Spannungen zwischen der SA und Teilen der NSDAP, auf deren Seite Hitler stand. Nach den Morden verlor die SA ihre politische Bedeutung, die SS wurde selbständig und nahm eine wichtige Rolle ein.

## Begriff
Neben dem von der NS-Propaganda verbreiteten Begriff Röhm-Putsch war zunächst der Ausdruck Röhm-Revolte vorherrschend. Die Morde wurden also als präventive Maßnahme gegen einen angeblich unmittelbar bevorstehenden Putsch Röhms dargestellt. Auf diese Weise sollte ihnen der Anschein einer Legitimation verschafft werden. Obwohl es seitens Röhms keine Putsch-Pläne gab, hat sich in der deutschen Geschichtswissenschaft der damalige Propaganda-Begriff „Röhm-Putsch“ gehalten. Alternative Begriffe sind Röhm-Morde oder Röhm-Aktion.
In Übernahme einer Formulierung aus Hitlers Rechtfertigungsrede vor dem Reichstag am 13. Juli 1934 werden die Morde in der englischsprachigen und französischsprachigen Forschung gängig als „Night of the Long Knives“ beziehungsweise „Nuit des longs couteaux“ bezeichnet, auch im Deutschen ist mit der „Nacht der langen Messer“ häufig dieses Ereignis gemeint.

## Vorgeschichte
Die SA hatte wesentlich zur Machtergreifung beigetragen. Noch am 31. Dezember 1933 dankte Hitler Röhm in einem besonders herzlichen Schreiben für dessen „unvergängliche(n) Dienste“ und versicherte ihn für das neue Jahr seiner Freundschaft. Röhm konnte sich zum Ärger Görings und Goebbels’ als zweiten Mann im Staate sehen und kam in den Genuss (wahrscheinlich von ihm selbst erzwungener) öffentlicher Bevorzugungen in der Umgebung Hitlers. Röhm soll zudem umfangreiche Machtansprüche – so die Ernennung zum Kriegsminister – an Hitler herangetragen und diese auch mit kompromittierenden Informationen erpresst haben. Aber der Status der SA zur NSDAP und die „Deutungshoheit“ über die nationalsozialistische Bewegung blieben zunächst ungeklärt. Während Röhm und die SA-Führung die SA als eigentliche Trägerin der Bewegung sahen, wollten die NSDAP-Oberen dieser nur die Stellung einer Ordnungstruppe der Partei zugestehen. Nach der „Machtergreifung“ der Nationalsozialisten 1933 verschärften sich die Spannungen. Zum einen kamen die wahllosen Ausschreitungen der SA der Herrschaftssicherung durch die NSDAP nicht zugute, zum anderen wollte die SA mittelfristig die Reichswehr beerben. Gemäß dem Versailler Vertrag von 1919 umfasste die Reichswehr 100.000 Mann. Die SA, die zum Zeitpunkt der Regierungsübernahme erheblich weniger als 500.000 Mitglieder hatte, war bis Mitte 1934 auf rund viereinhalb Millionen Mitglieder angewachsen, wobei viele Neuzugänge durch die Eingliederung der nationalen Wehrverbände wie des Stahlhelms zu verzeichnen gewesen waren. Außerdem legte die SA-Führung großen Wert auf den sozialistischen Aspekt und wollte einen Umbau der Gesellschaft sowie Enteignungen nach dem 25-Punkte-Programm der NSDAP von 1920.

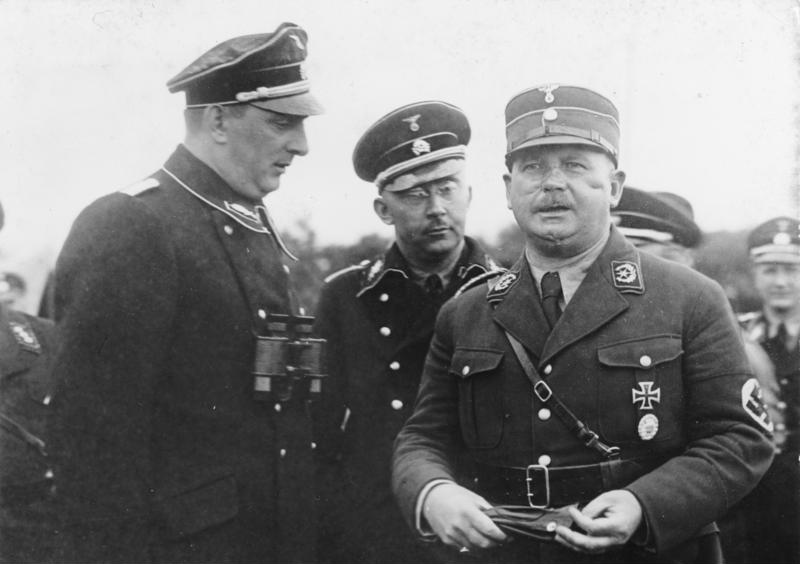
Ernst Röhm (rechts) mit Kurt Daluege und Heinrich Himmler im August 1933

Röhm verfolgte weitreichende politische Ziele. So erschien im Januar 1934 in den Nationalsozialistischen Monatsheften und im Völkischen Beobachter ein Beitrag Röhms, in dem er verkündete, das Ziel der nationalsozialistischen Revolution sei noch nicht erreicht. SA und SS würden, wenn es sein müsse, sterben für die Idee des Hakenkreuzes.
In derselben Ausgabe der Nationalsozialistischen Monatshefte erschien aber auch ein Beitrag von Rudolf Heß, in dem er erklärte, für SA und andere Teilorganisationen bestehe nicht die geringste Notwendigkeit, ein Eigendasein zu führen. Zu dieser Zeit erhielt der Chef des preußischen Geheimen Staatspolizeiamtes, Rudolf Diels, den Auftrag, Material gegen die SA zu sammeln. Nachdem Röhm am 1. Februar 1934 dem Reichswehrminister Werner von Blomberg eine Denkschrift übersandt hatte, wonach die künftige Funktion der Reichswehr auf ein reines Ausbildungsheer beschränkt sein solle, stellte Blomberg bei einer Befehlshaberbesprechung fest, der Versuch einer Einigung mit der SA sei gescheitert. Reichswehrdienststellen erhielten nun ebenfalls den Auftrag, Material gegen die SA zu sammeln.
Hitler wies in einer Ansprache vor Gauleitern am 2. Februar 1934 in Berlin die Darstellung Röhms zurück, die Revolution sei noch nicht beendet. Er wollte den Ruf des Straßenkämpfers ablegen, weil er wegen seiner geplanten Aufrüstung der Wehrmacht auf die Zusammenarbeit mit Wirtschaft und Reichswehr, deren Waffenmonopol er bestätigt hatte, angewiesen war. Dies stand in Konflikt zum Willen Röhms, die SA in eine reguläre Armee umzuwandeln. Am 28. Februar gab Hitler vor den Spitzen von SA und Reichswehr bekannt, für seine Pläne sei eine Miliz ungeeignet, es komme nur eine Wehrmacht mit allgemeiner Wehrpflicht in Frage. Hauptauftrag für die Sturmabteilungen sei die politische Erziehungsarbeit. Er warnte die SA ausdrücklich davor, ihm in dieser Frage Schwierigkeiten zu machen.
Für Röhm war Hitlers Entscheidung eine bittere Niederlage. Nach der Veranstaltung äußerte er im Kreis der anwesenden SA-Führer: „Was der lächerliche Gefreite erklärte, gilt nicht für uns. Wenn nicht mit, so werden wir die Sache ohne Hitler machen.“ Ein Zuhörer, SA-Obergruppenführer Viktor Lutze, informierte Heß über diese Äußerung. Anschließend wurde Lutze von Hitler auf dem Berghof zu einer mehrstündigen Unterredung empfangen.
Von der SS wurden Gerüchte über einen angeblich bevorstehenden Putsch durch Röhm sowie über dessen homosexuelle Neigungen verbreitet, letzteres zu dieser Zeit ein schwerer Makel und ein Straftatbestand (§ 175 StGB), der Hitler allerdings davor nicht gestört hatte („Die Partei ist kein Internat für höhere Töchter, sondern eine Kampforganisation.“). Die Homosexualität Röhms war sogar ein offenes Geheimnis, unter anderem durch die Zeitung „Der gerade Weg“ von Fritz Gerlich hervorgehoben. Gleichwohl gärte schon länger ein ideologischer Konflikt um Röhms Homosexualität, der schon 1932 zu einem ersten, gescheiterten Mordkomplott führte. SS- und Gestapo-Chef Heinrich Himmler, der für die Ausschaltung Röhms maßgeblich verantwortlich war, sah die Homosexualität als eine Bedrohung des Staates, den er im Sinne des antisemitischen und antifeministischen Philosophen Hans Blüher als eine Domäne des Mannes betrachtete. Homosexuelle Männer strebten in seinen Augen danach, staatliche Strukturen zu unterwandern, was diese aber nicht, wie Blüher meinte, stärke, sondern im Gegenteil zur „Zerstörung des Staates“ führe. Himmler konnte sich mit dieser Sichtweise schließlich durchsetzen. In Röhm, der in seinem engeren Umfeld tatsächlich einige homosexuelle SA-Funktionäre installiert hatte, sah Himmler eine Art Kronzeugen seiner Verschwörungstheorie. Die Ermordung Röhms wurde gegenüber der Öffentlichkeit als Abwehr des Putschversuches einer homosexuellen Clique legitimiert.
Im April 1934 startete die Reichswehr eine Wehrpropaganda-Kampagne, in der die Armee zum alleinigen Waffenträger der Nation erklärt wurde. Im Mai wurden die militärischen Dienststellen erneut angewiesen, über Verstöße der SA gegen die im Februar abgeschlossene Vereinbarung zu berichten.

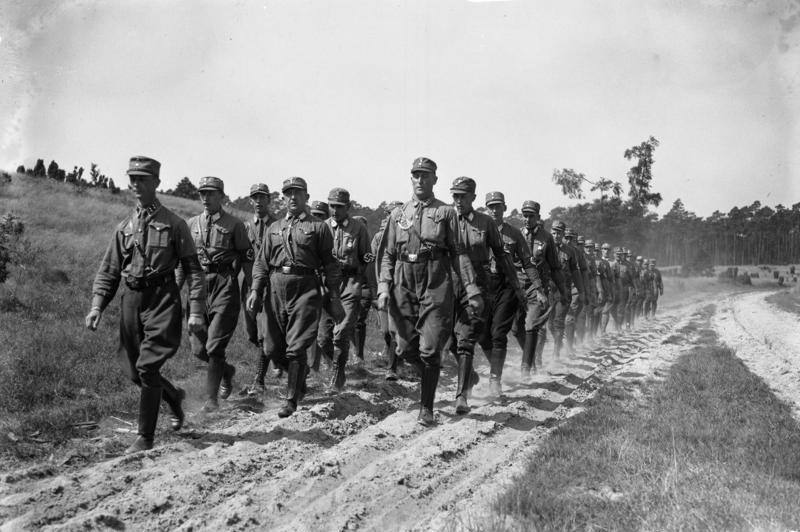
SA-Marschübung, Mai 1932

Indessen hielt Röhm weiterhin Reden, in denen er die SA und die nationalsozialistische Revolution in den Mittelpunkt stellte. Er veranstaltete im Frühjahr 1934 großangelegte Geländeübungen und Mobilmachungen. Im Mai erging eine Anweisung Röhms, Berichte zum Thema Feindseligkeiten gegen die SA zu sammeln.
Am 11. Mai 1934 startete Goebbels eine seit Wochen vorbereitete Aktion gegen Miesmacher und Kritikaster, die er im Juni beträchtlich ausweitete. Noch am 11. Mai des Jahres verteidigte er dabei aber ausdrücklich die SA.
Am 4. Juni 1934 kam es zu einer rund fünf Stunden dauernden Aussprache zwischen Hitler und Röhm, woraufhin Röhm wegen eines rheumatischen Leidens eine Kur in Bad Wiessee antrat und am 8. Juni einen generellen Urlaub der SA für Juli verfügte.
Eine weitere Gruppe, welche im Frühjahr 1934 darauf aus war, die SA und das nationalsozialistische Regime als Ganzes zu schwächen, bestand aus Mitarbeitern des Vizekanzlers Franz von Papen. Diese „Jungkonservativen“ wurden angeführt von Papens Pressechef Herbert von Bose und dem bayerischen Juristen und Publizisten Edgar J. Jung. Diese oppositionellen Elemente innerhalb der neuen Regierung schmiedeten Pläne für den Sturz des NS-Regimes, an dessen Stelle sie eine neue Regierung der gemäßigten Rechten setzen wollten. Die radikale Rhetorik der SA empfanden diese „Jungkonservativen“ als besonders abscheulich und sahen in der von den Nazis gepredigten „sozialen“ Revolution einen finalen Triumph der „Herrschaft der Minderwertigen“, was nur zu Terror, Brutalität und Gesetzeslosigkeit führen könne.
Letzter Auslöser für die folgende sich über mehrere Tage hinweg erstreckende gezielte Ermordung zahlreicher Menschen war möglicherweise die Marburger Rede Papens am 17. Juni 1934 an der Universität Marburg. Papen wandte sich gegen die rigide Presselenkung, gegen die Vorherrschaft einer einzigen Partei und ganz besonders gegen die Befürworter einer zweiten nationalsozialistischen Revolution.
Am selben Tag drohte Hitler auf einer Kundgebung des thüringischen NSDAP-Gaus in Gera, die „geballte Faust der Nation“ werde jeden niederschmettern, der es wage, auch nur den leisesten Versuch einer Sabotage zu unternehmen. Die Verbreitung von Papens Rede wurde durch Goebbels unterdrückt; das Bemühen Papens, deshalb mit Reichspräsident Paul von Hindenburg zu sprechen, konnte Hitler hinauszögern.
Am 21. Juni 1934 suchte Hitler Hindenburg auf Gut Neudeck auf. Die Ereignisse während dieses Besuchs werden unterschiedlich dargestellt. Der britische Historiker John Wheeler-Bennett vertritt die These, dass sowohl der anwesende Blomberg als auch Hindenburg selbst Hitler ultimativ aufgefordert hätten, das für den inneren Frieden Deutschlands Notwendige zu tun. Andernfalls würde der Reichspräsident den Ausnahmezustand verhängen und so Hitler entmachten. Ähnliche Darstellungen finden sich im Weißbuch über die Erschießungen des 30. Juni 1934 (Paris 1935) und in der Darstellung des amerikanischen Journalisten William L. Shirer. Die Historikerin Kirstin A. Schäfer spricht in diesem Zusammenhang von „Gerüchten“, für die in Blombergs eigenen Aufzeichnungen kein einziger Beleg existiere. Hitler selbst äußerte sich gegenüber Alfred Rosenberg laut dessen Tagebucheintrag vom 28. Juni 1934 dahingehend, dass Hindenburg noch nie so freundlich zu ihm gewesen sei wie bei diesem Besuch.
Am 22. Juni rief Hitler den ihm ergebenen Viktor Lutze an und befahl ihm, von jetzt an keine Befehle aus München mehr zu befolgen, sondern nur noch seine eigenen. Himmler eröffnete an diesem Tag dem Führer des SS-Oberabschnittes Mitte, Friedrich Karl von Eberstein, dass Röhm mit der SA putschen wolle und er – von Eberstein – deshalb seine SS-Verbände in stille Alarmbereitschaft versetzen und mit der Reichswehr Kontakt aufnehmen solle. Am 23. Juni informierte der Chef des Allgemeinen Waffenamtes der Reichswehr, Oberst Friedrich Fromm, seine Offiziere über Putschabsichten der SA. Die SS sei auf Seiten der Reichswehr, ihr könnten Waffen ausgehändigt werden.
In den folgenden 48 Stunden teilte Hitler dem Reichswehrminister Blomberg mit, er werde am 30. Juni 1934 persönlich eingreifen und mit den Putschisten abrechnen. Daraufhin setzte der Chef der Heeresleitung, General Werner von Fritsch, die gesamte Reichswehr in Alarmbereitschaft. Am 25. Juni sprach Rudolf Heß im Reichssender Köln und kritisierte „Provokateure“, die versuchten, Volksgenossen gegeneinander aufzuhetzen und dieses verbrecherische Spiel mit dem Ehrennamen einer zweiten Revolution zu bemänteln.

## Ermordung Röhms

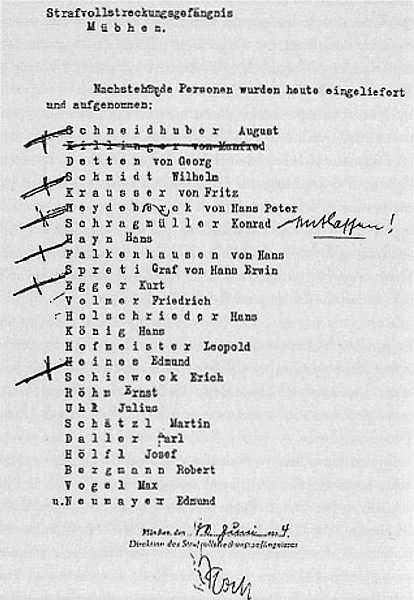
Liste der Strafvollzugsanstalt Stadelheim in München mit den dort am 30. Juni 1934 eingelieferten Personen. Die sechs auf Befehl Hitlers an diesem Tag erschossenen Personen wurden von der Direktion mit Kreuzen abgehakt.

Um den 25. Juni 1934 wurden die SS- und SD-Führer nach Berlin berufen, wo ihnen Heinrich Himmler und Reinhard Heydrich erklärten, eine Revolte der SA stehe unmittelbar bevor, weshalb Abwehrmaßnahmen vorbereitet werden müssten. Ungefähr zur gleichen Zeit wurde die Reichswehr über einen bevorstehenden Putsch informiert, woraufhin für SS und SD Waffen, Transportraum, Unterbringungsmöglichkeiten und Eingreifreserven bereitgestellt wurden. Papens Redenschreiber Edgar Jung wurde bereits zu dieser Zeit festgenommen und in der Nacht vom 30. Juni auf den 1. Juli ermordet. Hitler, Göring und andere Spitzen des Regimes einigten sich schließlich auf eine „Reichsliste“ der zu Ermordenden und Festzunehmenden.
Am 27. Juni 1934 erschien der Kommandeur der SS-Leibstandarte, Sepp Dietrich, im Reichswehrministerium und erbat sich von dem zuständigen Stabsoffizier zusätzliche Waffen und Munition für einen geheimen und sehr wichtigen Auftrag des Führers, woraufhin alles Gewünschte zur Verfügung gestellt wurde. Am 28. Juni waren die technischen Vorbereitungen abgeschlossen. An diesem Tag wurde Röhm aus dem Verband der Deutschen Offiziere ausgestoßen, ohne dass er selbst oder die Öffentlichkeit etwas davon erfuhr. Hitler begab sich an diesem Tag mit Göring und Lutze nach Essen, um an der Hochzeit von Gauleiter Josef Terboven teilzunehmen. Während der Feier traf die Nachricht ein, Hindenburg werde Papen voraussichtlich am 30. Juni empfangen, worauf sich Hitler sofort in sein Hotel bringen ließ.
Am 28. Juni verbreitete Heydrich die Verschwörungstheorie, Röhm hätte Verbindungen nach Frankreich; auch wären staatsfeindliche Kräfte einschließlich der Kommunisten und reaktionärer Kreise in seine Vorhaben verwickelt. Auf einen Anruf Himmlers hin, der meldete, die Berliner SA wolle in 48 Stunden losschlagen, flog Göring auf Weisung Hitlers zurück nach Berlin, um die hier vorgesehenen Aktionen einzuleiten. Röhms Adjutant erhielt telefonisch den Befehl, dafür zu sorgen, dass alle SA-Führer am späten Vormittag des 30. Juni bei einer Besprechung mit Hitler in Röhms Urlaubsort Bad Wiessee anwesend wären. Röhm selbst zeigte sich gegenüber seinem Adjutanten erfreut über diese Ankündigung. Am 29. Juni erschien im parteiamtlichen Völkischen Beobachter ein ungewöhnlicher Aufsatz Blombergs, in dem er versicherte, die Reichswehr stehe hinter dem Führer des Reiches Adolf Hitler. Am Vormittag besichtigte Hitler Arbeitsdienstlager, am Nachmittag des 29. Juni fuhr er nach Bad Godesberg und traf im Rheinhotel Dreesen mit Goebbels und gegen 20 Uhr mit SS-Obergruppenführer Sepp Dietrich zusammen, der zuvor von der Reichswehr Waffen organisiert hatte. Dietrich hatte nach München zu fliegen und sollte sich von dort telefonisch bei ihm zum Empfang weiterer Befehle melden. Gleichzeitig wurden 220 Mann der Leibstandarte mit der Bahn nach Oberbayern gebracht.
Goebbels, der eigentlich ein Vorgehen gegen die „Reaktion“ um Papen erwartet hatte, erfuhr jetzt, dass der Hauptschlag gegen Röhm und die SA geführt werden sollte. Hitler begründete ihm dies damit, es gebe Beweise, dass Röhm zum Zwecke des Hoch- und Landesverrats mit dem französischen Botschafter in Deutschland François-Poncet, Schleicher und Strasser konspiriere.
In der Nacht vom 29. auf den 30. Juni 1934 randalierten in verschiedenen Teilen Deutschlands SA-Männer, denen Gerüchte über ein Vorgehen gegen die SA zu Ohren gekommen waren. In München zogen, aufgerufen durch anonyme Handzettel, in dieser Nacht etwa 3000 SA-Männer lautstark durch die Stadt. Es gelang jedoch Gauleiter Adolf Wagner, die Männer zu beruhigen. Die örtlichen SA-Befehlshaber August Schneidhuber und Wilhelm Schmid versicherten ihnen, die SA stehe rückhaltlos hinter dem Führer. Die Verfasser der Handzettel blieben unbekannt.
Bereits um Mitternacht traf Sepp Dietrich in München ein. Er wurde telefonisch angewiesen, zwei Kompanien der Leibstandarte SS Adolf Hitler abzuholen und um spätestens elf Uhr in Bad Wiessee zu sein. Am 30. Juni 1934 gegen zwei Uhr morgens startete Hitlers Flugzeug vom Flugplatz Hangelar, gegen vier Uhr traf er in Begleitung von Goebbels und Lutze in München ein.
Er begab sich mit seinem Gefolge sofort in das dortige Innenministerium und bestellte die örtlichen SA-Befehlshaber Schneidhuber und Schmid zu sich. Hitler hielt ihnen die nächtliche Aktion der SA vor, bezichtigte sie des Verrates und degradierte sie eigenhändig, indem er ihnen die Schulterstücke herunterriss. Beide wurden auf der Stelle festgenommen und in das Gefängnis Stadelheim verbracht.
Gegen fünf Uhr verließ Hitler das Innenministerium und begab sich, ohne auf die Ankunft Dietrichs und seiner zwei Kompanien zu warten, in Begleitung von Goebbels und Lutze sowie ausgesuchten SS-Männern nach Bad Wiessee. Kurz nach halb sieben hielten die drei Wagen vor dem Hotel Hanselbauer.

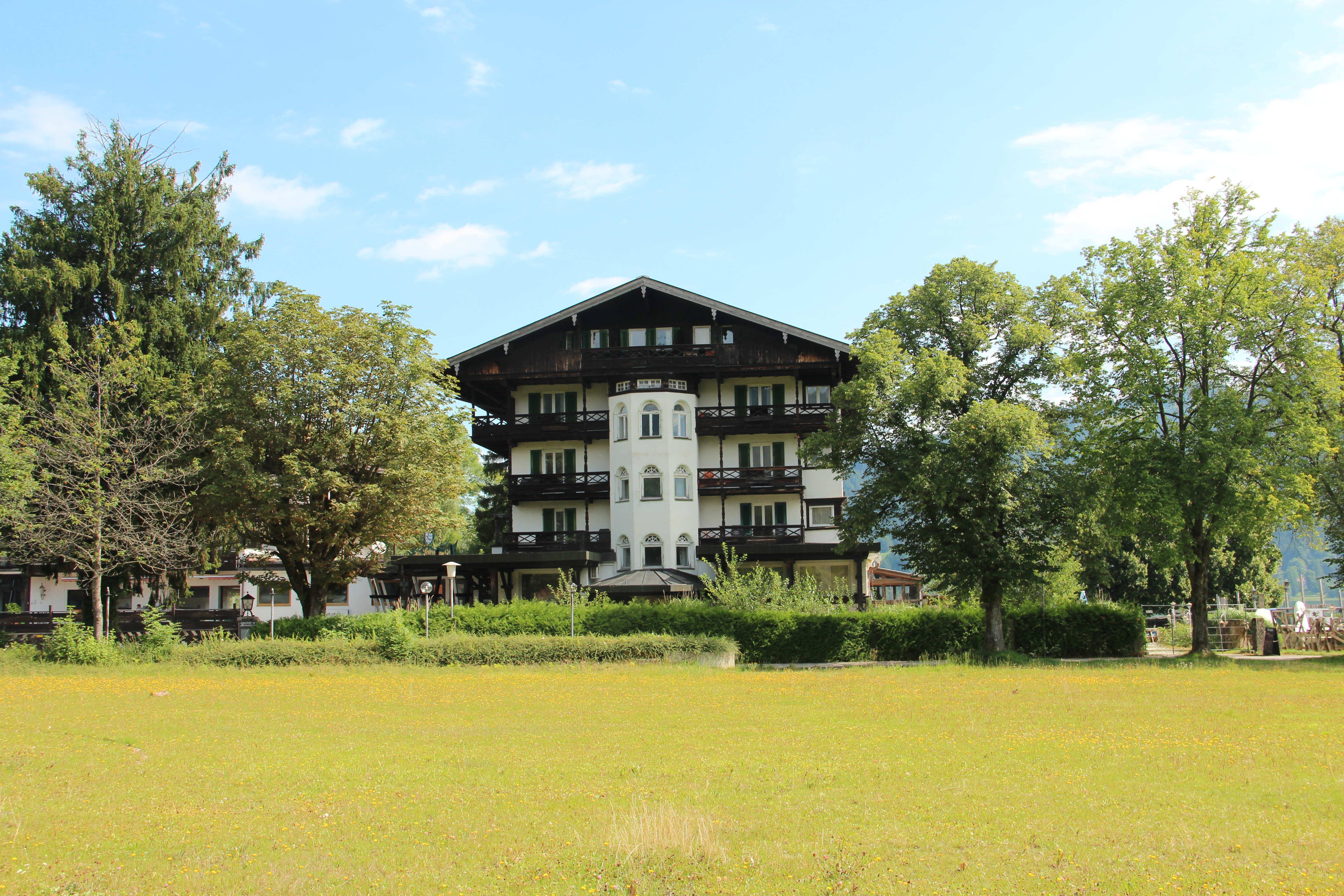
Hotel Lederer am See (ehem. Kurheim Hanselbauer) in Bad Wiessee kurz vor dem geplanten Abriss 2017.

Dazu berichtete 1954 Hitlers Fahrer Erich Kempka: „Mit der Peitsche in der Hand betrat Hitler das Schlafzimmer Röhms in der Pension ‚Hanselbauer‘ in Bad Wiessee, hinter sich zwei Kriminalbeamte mit entsicherter Pistole. Er stieß die Worte hervor: ‚Röhm, du bist verhaftet!‘ Verschlafen blickte Röhm aus den Kissen seines Bettes und stammelte: ‚Heil, mein Führer!‘ ‚Du bist verhaftet!‘, brüllte Hitler zum zweiten Male, wandte sich um und ging aus dem Zimmer.“ So erging es auch den anderen SA-Führern. Nur Edmund Heines, Polizeipräsident in Breslau, der mit Erich Schiewek im Bett überrascht wurde, leistete Widerstand.
Als ein Lastwagen mit der schwerbewaffneten Stabswache der obersten SA-Führung erschien, entstand eine für Hitler kritische Situation. Es gelang ihm jedoch, die Leibwache Röhms durch scharfe Befehle zum Abzug zu veranlassen, während ihr Chef Julius Uhl als Gefangener im Keller saß. Auf dem Rückweg kehrte die Wache zwischen Wiessee und Gmund wieder um, aber da war es bereits zu spät, denn man hatte die Gefangenen inzwischen in der Gegenrichtung über Rottach-Egern in Richtung München abtransportiert.
Auf dem Münchner Hauptbahnhof wurden inzwischen die mit den Nachtschnellzügen aus allen Teilen Deutschlands zur anberaumten Konferenz angereisten SA-Führer von Beamten der Bayerischen Politischen Polizei festgenommen, darunter Georg von Detten, Manfred von Killinger, Peter von Heydebreck, Fritz von Kraußer, Hans-Joachim von Falkenhausen, Hans Hayn und viele andere.
Ernst Röhm wurde zusammen mit der übrigen Führungsriege der SA am 30. Juni ins Gefängnis in München-Stadelheim gebracht. Auf Befehl Hitlers wurden die auf der „Reichsliste“ angekreuzten SA-Führer Wilhelm Schmid, August Schneidhuber, Hans Hayn, Peter von Heydebreck, Hans Erwin von Spreti-Weilbach und Edmund Heines von einem Kommando unter Sepp Dietrich in Stadelheim erschossen. Bei Röhm hatte Hitler zunächst noch Skrupel. Röhm wurde dann aber doch am Sonntag, den 1. Juli 1934, gegen 18 Uhr in Stadelheim auf Befehl Hitlers von Theodor Eicke und dem SS-Hauptsturmführer Michael Lippert aufgefordert, mit einer Pistole binnen zehn Minuten Selbstmord zu begehen. Als alles ruhig blieb, wies Eicke einen Vollzugsbeamten an, die Pistole aus der Zelle Röhms zu holen. Als Eicke und Lippert schießend in die Zelle eindrangen, stand Röhm mit über der Brust aufgerissenem Hemd in der Mitte der Zelle. Eicke erschoss ihn.

## Weitere Verhaftungen und Morde

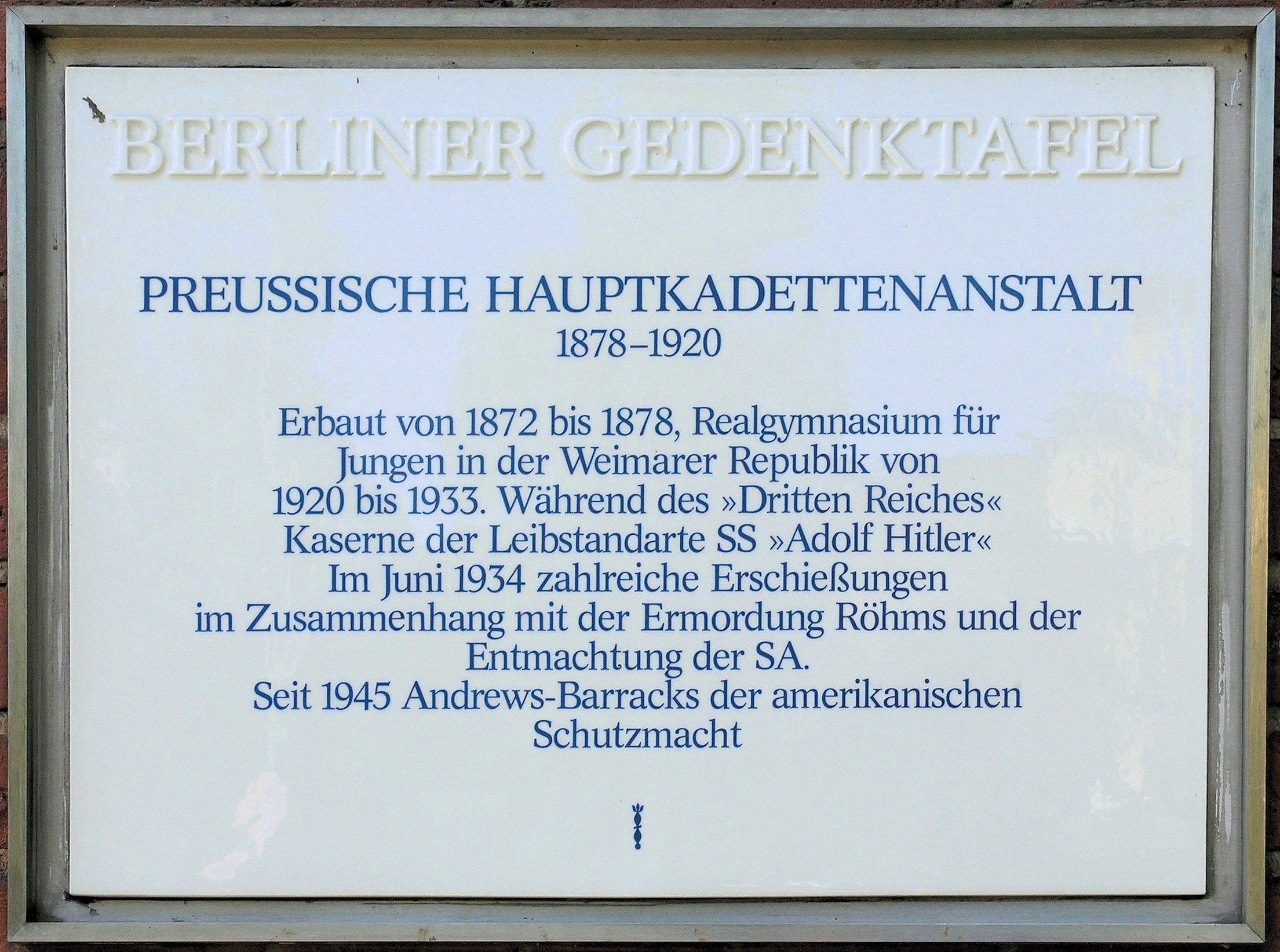
Berliner Gedenktafel am Haus Finckensteinallee 63–87 in Berlin-Lichterfelde, dem Gelände der ehemaligen SS-Kaserne Lichterfelde, in der ein Großteil der Berliner Opfer des Röhm-Putsches erschossen wurden.

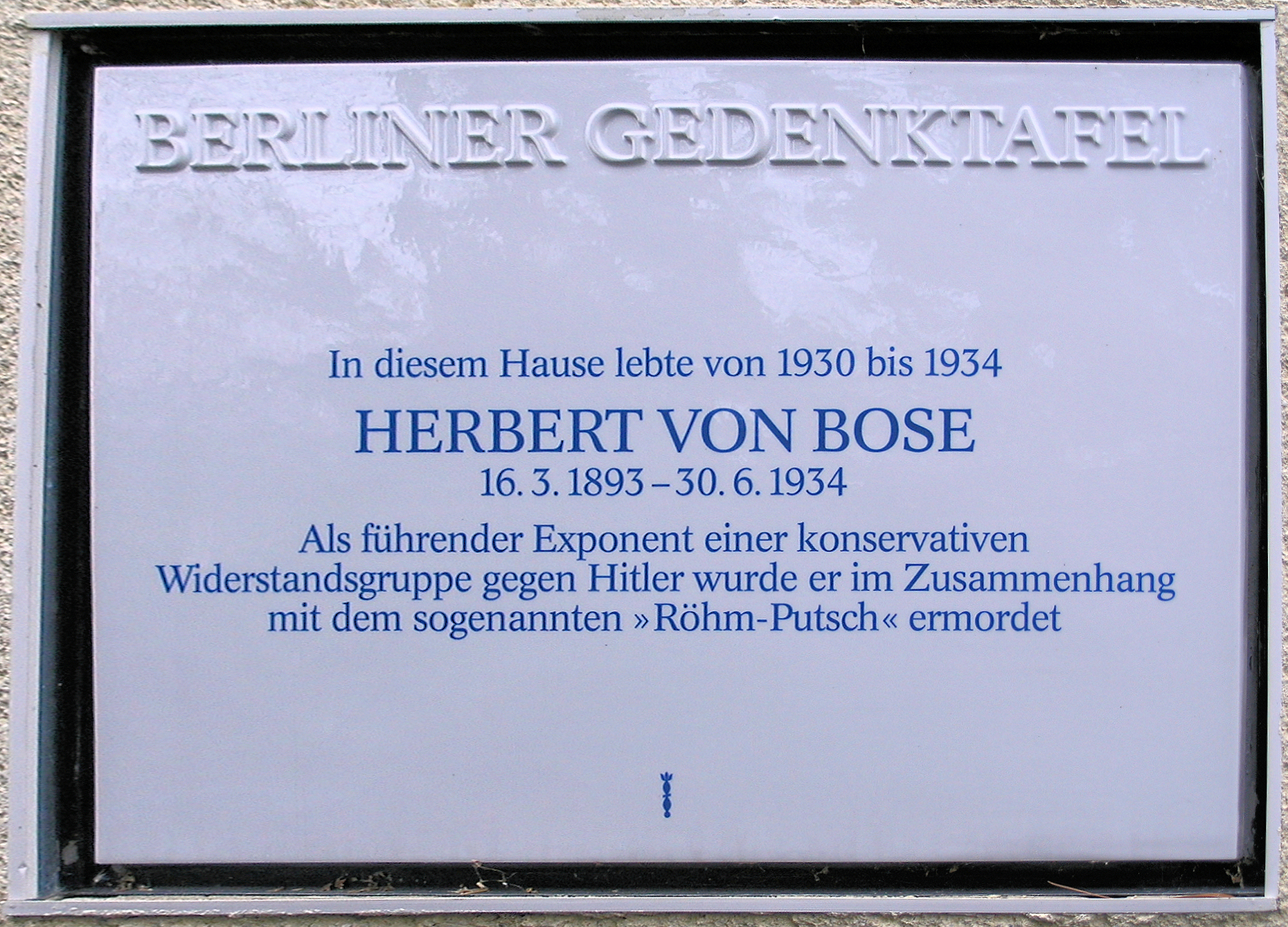
Berliner Gedenktafel am Haus Neuchateller Straße 8 in Berlin-Lichterfelde für den im Zuge der Aktion ermordeten Herbert von Bose.

Im Rahmen der Aktion wurden zahlreiche weitere SA-Angehörige und weitere als gefährlich angesehene oder unliebsame Personen überall in Deutschland festgenommen. Zu jenen Personen, die nach ihrer Verhaftung erschossen wurden oder die gleich an Ort und Stelle getötet wurden, ohne dass man sich die Mühe machte, sie zu verhaften, kamen gemäß den erhalten gebliebenen Verhaftungslisten 1124 Personen, welche im Verlauf der Aktion in „Schutzhaft“ genommen, aber nicht getötet wurden.
Gegen zehn Uhr traf Hitler im „Braunen Haus“ ein. Auf seine Anweisung hin rief Goebbels in Berlin an und gab an den mit der Oberaufsicht über die Durchführung der Aktion im norddeutschen Raum betrauten Hermann Göring das Stichwort „Kolibri“ durch. Göring bzw. der ihm unterstehende Leiter des Geheimen Staatspolizeiamtes Reinhard Heydrich setzte daraufhin in Berlin sowie in Breslau und Dresden Greifkommandos der SS, des Sicherheitsdienstes der SS (SD), der Gestapo sowie des (trotz seines Namens) zur Göring’schen Machtdomäne gehörenden SA-Feldjägerkorps in Marsch, die die in der „Reichsliste“ (sowie auf Sonderlisten einzelner höherer NS-Führer) aufgeführten höheren SA-Führer sowie einige nicht zur SA gehörende Personen, die als gefährlich angesehen wurden oder als unliebsam galten, in Haft nahmen. Darüber hinaus wurden zahlreiche untergeordnete – nicht eigens auf der Reichsliste verzeichnete – SA-Leute, insbesondere die Angehörigen der Stabswachen von Ernst Röhm, Karl Ernst und Edmund Heines, arretiert. Insgesamt wurden bis zum 3. Juli mehr als 1000 Personen in Gewahrsam genommen. Die in der Hauptstadt festgenommenen Personen wurden zunächst vor allem im Hausgefängnis der Gestapo in der Prinz-Albrecht-Straße 8, im Columbia-Haus, im Berliner Polizeipräsidium und in der Lichterfelder Kadettenanstalt untergebracht. In den nachfolgenden Tagen wurden zahlreiche Festgenommene aufgrund der Überfüllung dieser Einrichtungen sukzessive in auswärtige Konzentrationslager wie das KZ Lichtenburg verlegt. Der bekannteste Fall darunter war der Erfurter Polizeipräsident SA-Obergruppenführer Werner von Fichte, der überlebte und sich später kaltgestellt als Schriftsteller verdingte. In anderen Städten festgenommene Personen wurden in den örtlichen Polizei- oder SS-Dienststellen untergebracht. Erschießungen größeren Umfangs wurden außer in der Kaserne der Leibstandarte Adolf Hitler in Berlin-Lichterfelde (mindestens 17 Personen) noch im Gefängnis Stadelheim in München (mindestens 7 Personen), im Konzentrationslager Dachau (mindestens 14 Personen), in der Dresdener Kaserne der „Politischen Bereitschaft Sachsen“ der SS (mindestens 5 Personen) sowie in einem Waldgebiet außerhalb von Breslau (mindestens 7 Personen) durchgeführt.

## Erschießungen in Berlin
Ein Teil der festgenommenen SA-Führer im Berliner Raum – insbesondere der engere Mitarbeiterkreis des Berliner SA-Chefs Karl Ernst – wurde in die SS-Kaserne in Lichterfelde verbracht. Dort wurden sie einem in der Kommandantur der Kaserne tagenden Standgericht unter dem Vorsitz des Polizeigenerals Walther Wecke vorgeführt, das Scheingerichtsverhandlungen durchführte, bei denen das Ergebnis der Untersuchung (schuldig) und das Urteil (Todesstrafe) bereits vorher feststanden. (In der SA kursierte anschließend der Spottreim: „Kommst du zu Wecke, dann verrecke!“). Dem Lichterfelder Tribunal, das die Todesurteile formal verhängte, gehörten außer Wecke auch der Kommandeur des SA-Feldjägerkorps Walter Fritsch sowie der Verwaltungschef der Leibstandarte Adolf Hitler Konrad Leroux an. Seine Anweisungen erhielt das Todestribunal von Weckes Chef Hermann Göring. Die einzelnen „Verfahren“ wurden dabei innerhalb weniger Minuten abgewickelt. Anschließend wurden die Verurteilten in einem Kohlenkeller im Lazarett der Leibstandarte untergebracht, aus dem man sie nach und nach einzeln herausholte und auf dem Hof vor dem Lazarett unter militärischem Zeremoniell (Trommelwirbel) erschoss. Die Erschießungspelotons bestanden aus Angehörigen der Leibstandarte.
Außer einigen in Berlin festgenommenen SA-Führern (so den Ernst-Adjutanten Daniel Gerth, Walter von Mohrenschildt, Ernsts Rechtsberater Gerd Voss, den zu Ernsts Entourage gehörenden SA-Arzt Erwin Villain, SA-Pionierführer Krause sowie den nicht zum Umfeld Ernsts gehörigen SA-Pressefunktionär Veit-Ulrich von Beulwitz) ereilte dieses Schicksal auch einige hochrangige SA-Führer, die in anderen Teilen des Landes verhaftet und dann mit Sonderflugzeugen nach Berlin verbracht worden waren. Dazu gehörten Georg von Detten, der Chef des Politischen Amtes der Obersten SA-Führung (OSAF), und sein Stabschef Hans-Joachim von Falkenhausen, der Abteilungsleiter in der OSAF und Röhm-Stellvertreter Fritz von Kraußer sowie Ernsts Mitarbeiter Wilhelm Sander, die am 30. Juni 1934 in München verhaftet und in der Nacht zum 1. Juli auf Befehl Görings nach Berlin ausgeflogen wurden, um am 1. und 2. Juli in Lichterfelde erschossen zu werden. Mit ihnen aus München nach Berlin verbracht wurde der Finanzchef der SA Karl Schreyer. Er überlebte, da der Befehl Hitlers, die Erschießungen einzustellen, rechtzeitig eintraf. Gerade hatte ihn die SS im Hof des Berliner Gefängnisses Columbia-Haus, wohin die aus München ausgeflogenen SA-Führer zunächst gebracht worden waren, auf einen Kübelwagen gesetzt, um ihn von dort zur Erschießung in die Lichterfelder Kaserne zu fahren, wie sie es zuvor mit den anderen Männern getan hatte.
Der erste in Lichterfelde erschossene SA-Führer war der Berliner SA-Chef Karl Ernst, der am Abend des 30. Juni 1934 gegen 21:30 Uhr erschossen wurde. Am Mittag desselben Tages war er in Bremerhaven festgenommen worden, wo er sich an diesem Tag mit seiner Ehefrau zu einer Urlaubsreise nach Madeira hatte einschiffen wollen. Stattdessen wurde er mit einer Sondermaschine nach Berlin gebracht.
Bereits am Nachmittag des 30. Juni waren drei SS-Angehörige (Joachim Hoffmann, Gustav Fink, Fritz Pleines) in einem Nebenhof der Lichterfelder Kaserne erschossen worden. Hintergrund war, dass diese durch die Misshandlung von Häftlingen im Stettiner KZ Bredow (bzw. durch das Bekanntwerden dieser Vorgänge in einem Prozess, der im März und April 1934 stattfand) nach Auffassung Heinrich Himmlers das Ansehen der SS geschädigt hatten. Zudem wollte man durch diese „Alibi“-Erschießungen von einigen unliebsamen SS-Angehörigen nach außen hin bei der Masse der SA-Angehörigen den Eindruck abmildern, dass die Aktion vom 30. Juni/1. Juli 1934 sich einseitig gegen die SA richte.
Aus anderen Teilen des Reiches wurden außerdem noch die folgenden SA-Führer nach Berlin eingeflogen und dann in der SS-Kaserne in Lichterfelde erschossen: Hans-Karl Koch (SA-Kommandeur von Koblenz und Reichstagsabgeordneter; eigentlich von Hitler bei seiner Verhaftung in Bad Wiessee begnadigt und wieder auf freien Fuß gesetzt, nach seiner Rückkehr nach Koblenz aber erneut festgenommen), Konrad Schragmüller (SA-Gruppenführer und Polizeipräsident von Magdeburg), Hans Walter Schmidt und Willi Klemm (beides Angehörige der Entourage des schlesischen SA-Obergruppenführers Edmund Heines).
Abseits der Lichterfelder Erschießungen wurden in Berlin neun weitere Personen, die nicht zur SA gehörten, erschossen. Diese wurden von Rollkommandos der SS und des SD in ihren Wohnungen oder Arbeitsstellen gestellt und entweder an Ort und Stelle erschossen oder an andere Orte verbracht und dort ermordet. Im Einzelnen waren dies:
- der ehemalige Reichskanzler und Reichswehrminister General Kurt von Schleicher und dessen Ehefrau Elisabeth (in ihrem Haus in Neu-Babelsberg erschossen)
- der ehemalige NSDAP-Organisationsleiter Gregor Strasser (in seinem Berliner Haus festgenommen und in einer Zelle im Keller des Hausgefängnisses der Gestapo erschossen)
- Ferdinand von Bredow, ehemaliger enger Mitarbeiter von Schleicher und Chef der Nachrichtenabteilung im Reichswehrministerium (in seiner Wohnung festgenommen und erschossen in die SS-Kaserne Lichterfelde eingeliefert, wahrscheinlich im Transportauto erschossen)[26]
- Herbert von Bose, Kopf einer konservativen Oppositionsgruppe gegen das NS-System (in seinem Büro im Vizekanzleramt erschossen)
- Edgar Jung, Schriftsteller und Redenschreiber des Vizekanzlers, Mitglied derselben Gruppe wie Bose (bereits am 25. Juni 1934 festgenommen worden, in der Nacht vom 30. Juni zum 1. Juli aus seiner Zelle im Gestapo-Hausgefängnis geholt und in einem Wäldchen außerhalb von Berlin erschossen)
- Erich Klausener, Vorsitzender der Katholischen Aktion im Bistum Berlin (in seinem Büro im Reichsverkehrsministerium erschossen)
- Eugen von Kessel, Betreiber eines der SS-Führung unliebsamen Nachrichtenbüros (in seiner Wohnung erschossen)
- Othmar Toifl, Mitarbeiter im Nachrichtendienst der Berliner SS (erschossen aus einem Auto in Berlin-Grunewald geworfen)

Die wenigsten dieser so Ermordeten hatten enge politische oder persönliche Verbindungen zu Ernst Röhm. Vielfach wurden auch alte Gegner, Kritiker und Mitwisser ermordet, so etwa Gustav von Kahr, der Hitler bei seinem Putsch 1923 die Unterstützung versagt hatte. Er wurde am 30. Juni aus seiner Münchener Wohnung verschleppt und unmittelbar nach Ankunft im Konzentrationslager Dachau erschossen. Ähnliches gilt für Schleicher und Strasser.
Außerdem kam es „umständehalber“, wie sich hohe NS-Führer herausredeten, zur Ermordung Unbeteiligter wie der Ehefrau Schleichers oder des Musikkritikers Wilhelm Eduard Schmid in München. Dieser war von den Mördern mit dem SA-Führer Wilhelm Schmid verwechselt worden. In Schlesien ließ der SS-Führer Udo von Woyrsch bei der Aktion neben Dutzenden von SA-Führern auch einige lokale teils ehemalige SS-Rivalen wie Emil Sembach ermorden.
Ausgeführt wurden die Aktionen vor allem von der SS einschließlich des SD, unterstützt von der Gestapo, der Landespolizeigruppe „General Göring“ und einigen Reichswehr-Angehörigen.
Für die Hinterbliebenen der Ermordeten wurde ein von dem SS-General Franz Breithaupt verwalteter Sonderfonds eingerichtet, aus dem sie auf Staatskosten versorgt wurden. So erhielten die Witwen der getöteten SA-Führer je nach Dienstgrad des Ermordeten zwischen 1000 und 1600 Mark monatlich. Kurt von Schleichers Stieftochter bezog bis zu ihrem 21. Lebensjahr monatlich 250 Mark und Carl-Hasso von Bredow (1925–2011), der Sohn des Generals von Bredow, erhielt eine monatliche Erziehungsbeihilfe von 150 Mark.

## Anzahl der Ermordeten
Die exakte Anzahl der im Zuge der Röhm-Affäre Ermordeten, der genaue Ablauf der Entscheidungsprozesse und Vorbereitungsmaßnahmen im Vorfeld der Aktion, der Ablauf vieler Verhaftungen und Exekutionen, die Personalien eines großen Teils der ausführenden Täter und viele weitere Einzelheiten sind nicht geklärt worden. Grund hierfür war, dass die NS-Regierung unmittelbar nach Ablauf damit begann, die Spuren der Aktion systematisch zu verwischen. Den die Erschießungen ausführenden Angehörigen der SS wurde ein ehrenwörtlicher Eid auferlegt, mit niemandem über die Aktion zu sprechen. Einige Quellen sprechen auch von der Androhung, dass jeder, der unerlaubt seine Kenntnisse an Dritte weitergeben würde, selbst erschossen würde. Hermann Göring ordnete die Verbrennung aller mit der Röhm-Affäre in Zusammenhang stehenden Akten an, nachdem Hitler am 1. Juli den Stopp der Mordaktion angeordnet hatte.
Den Justizstellen wurden Ermittlungen über die vom 30. Juni bis 2. Juli durchgeführten Mordtaten nur in Ausnahmefällen, so im Fall Kuno Kamphausen, gestattet. Grundlage für die Entscheidung, welche Mordtaten untersucht werden durften und welche nicht, war eine Anfang Juli 1934 von dem Kriminalkommissar Franz Josef Huber im Geheimen Staatspolizeiamt aufgrund der aus dem ganzen Reich einlaufenden Meldungen der untergeordneten Gestapo- und SD-Dienststellen zusammengestellte amtliche Todesliste mit 77 Namen. Nachdem Hitler diese Liste von Heinrich Himmler vorgelegt bekommen und sie gebilligt hatte, war die Untersuchung der Morde an allen auf ihr verzeichneten Personen der Justiz entzogen, die somit nur die Ermordung solcher Menschen untersuchten durfte, die nicht auf der 77er-Liste standen. Es ist davon auszugehen, dass die 77 Personen, die Hitler in seiner Reichstagsrede vom 13. Juli als die Gesamtzahl der Getöteten angab, mit den 77 Personen auf der von Huber erstellten Liste identisch sind.
Während des Reichsparteitags von 1934 konnte Himmler Hitler überzeugen, sechs weitere getötete Personen auf die Liste der amtlich gebilligten Morde zu setzen, die somit auf 83 Personen anwuchs.
In der deutschen Presse durften aufgrund der Vorgaben des Propagandaministeriums nur wenige Opfer namentlich bekannt werden: Dies waren die sechs im Gefängnis München-Stadelheim erschossenen SA-Führer, des Weiteren Ernst Röhm, der Gruppenführer Karl Ernst sowie der General und ehemalige Reichskanzler Kurt von Schleicher und seine Frau. Durch die Veröffentlichung des Wortlauts von Hitlers Reichstagsrede vom 13. Juli wurde außerdem die Tötung des Standartenführers Julius Uhl bekannt.
Die ausländische Presse bemühte sich in den folgenden Monaten, die tatsächliche Zahl der getöteten Personen zu eruieren, konnte aber aufgrund der Entfernung zu den Tatorten und der Schwierigkeit, aussagewillige Zeugen aus Deutschland zu finden, nur sehr vage Angaben liefern. Die internationalen Presseberichte aus den Wochen unmittelbar nach den Erschießungen präsentierten überaus hohe Opferzahlen, die von der späteren Forschung weitgehend verworfen wurden. Außerdem wurden zahlreiche Personen fälschlicherweise als getötet angegeben, deren Überleben später festgestellt werden konnte, so Wolf-Heinrich von Helldorff, Walther Schotte und Graf Guttenberg (er war kurzzeitig inhaftiert). So bezifferte etwa der Manchester Guardian vom 26. Oktober 1934 die Zahl der getöteten Personen auf „etwa 1000“, während das Neue Wiener Journal sie mit „1184“ veranschlagte. Die Autoren des im Herbst 1934 in Paris veröffentlichten Weissbuchs über die Erschießungen vom 30. Juni 1934 behaupteten, Gewissheit zu besitzen, dass mehr als 1000 Personen während der Röhm-Affäre umgebracht worden seien, von denen sie allerdings nur 113 namentlich aufführen, von denen sich ebenfalls einige später als nicht ermordet erwiesen. Der Historiker Wolfgang Sauer nannte die im Ausland veröffentlichten hohen Opferzahlen in den 1950er Jahren Phantasterei. Unklar ist, inwieweit die verschiedenen überhöhten Opferzahlen, die im Ausland lanciert wurden, ehrliche Missverständnisse und Irrtümer oder bewusste Falschangaben waren, die aus politischen Gründen von NS-Gegnern in die Welt gesetzt wurden, um die ohnehin bedenklichen Zustände im Deutschen Reich in der Wahrnehmung des Auslandes weiter zu dramatisieren.
Während des Nürnberger Prozess gegen die Hauptkriegsverbrecher von 1945 und 1946 schätzte der als Zeuge auftretende Beamte des Reichsinnenministeriums Gisevius, dass bei der Aktion „nicht mehr als 150 bis 200 Menschen […] ums Leben gekommen“ seien.
Die Angaben zur Zahl der Getöteten sind in der wissenschaftlichen Forschung seit den 1950er Jahren umstritten. Hermann Mau schätzte die Zahl Anfang der 1950er Jahre noch auf 150 bis 230 Tote. Wolfgang Sauer ging dann 1960 „nur“ noch von einer Zahl von 150 bis 200 getöteter Personen aus. Karl Martin Graß meinte 1968, dass, wie „eine genaue Analyse aller Fälle zeigt, […] die Zahl der Ermordeten bei 85“ lag. Charles Bloch ging in seiner 1970 erschienenen Monographie über die Röhm-Affäre, wie Sauer 1960, von 150 bis 200 während der Aktion ermordeten Menschen aus. Peter Longerich taxierte die Zahl der Opfer in seinem 1989 veröffentlichten Buch über die SA auf 191. Otto Gritschneder konnte 1993 in seinem Buch „Der Führer hat sie zum Tode verurteilt …“ nach Überarbeitung der amtlichen Liste 90 ermordete Personen namentlich benennen. Rainer Orth identifizierte 2012 neunundachtzig mit Sicherheit getötete Personen sowie zwei weitere Opfer (Heimsoth und Krause), deren Tötung im Rahmen der Röhm-Affäre nicht erwiesen sei. Von Gritschneders Liste strich er eine Person (Theodor Schmidt) als erwiesenermaßen nicht getötet sowie zwei weitere nicht entscheidbare Fälle, fügte aber zugleich zwei weitere Opfer (Mosert und Oppenheim) hinzu, die auf Gritschneders Liste noch gefehlt hatten. Unter Verweis auf die Akten des Finanzministeriums zur Hinterbliebenenversorgung der Angehörigen der Opfer, in denen keine weiteren Getöteten auftauchen, geht er von einer nur marginalen Dunkelziffer zusätzlich zu den 89 identifizierten getöteten Personen aus.
In den meisten jüngeren Arbeiten, die das Thema am Rand und nicht als zentralen Betrachtungsgegenstand behandeln, so in Ian Kershaws Hitler-Biographie, wird die Zahl der Getöteten mit etwa 90 namentlich bekannten Personen und einer vermuteten Gesamtzahl von etwa 150–200 Toten angegeben.
Daniel Siemens vertritt in seiner 2017 erschienenen Gesamtgeschichte der SA die Auffassung, dass neben den 90 bisher namentlich eruierten Opfern wahrscheinlich nicht mehr als allenfalls eine Handvoll zusätzliche Personen bei der Mordaktion getötet worden sein dürften.

## Rechtfertigung und Konsequenzen
Nicht zuletzt durch den Umstand, dass die Opfer aus politisch unterschiedlichen Gruppen kamen, war die Öffentlichkeit verwirrt. Zudem war die Informationspolitik der Regierung darauf ausgerichtet, die Umstände zu verschleiern. Hitler setzte auf die Wirkung von sexueller Denunziation, die moralische Entrüstung hervorrufen sollte, statt politische Fragen aufkommen zu lassen. Hitler gab an, durch „schwerste Verfehlungen“ Röhms gezwungen worden zu sein, ihn abzusetzen. Die nächste „Erklärung der Reichspressestelle der NSDAP“ nannte die „bekannte unglückliche Veranlagung“ Röhms als Ursache für „schwerste Belastungen“, denen der Führer ausgesetzt gewesen sei. Wem das nicht genügte, der sollte durch die Schilderung der Verhaftungsszenen sittlich entrüstet werden. Das klassische Muster sexueller Denunziation, nämlich Homosexualität, wurde in den weiteren Stellungnahmen zum Einsatz gebracht. „Die Durchführung der Verhaftung zeigte moralisch so traurige Bilder, dass jede Spur von Mitleid schwinden musste. Einige SA-Führer hatten sich Lustknaben mitgenommen. Einer wurde in der ekelhaftesten Situation aufgeschreckt und verhaftet.“

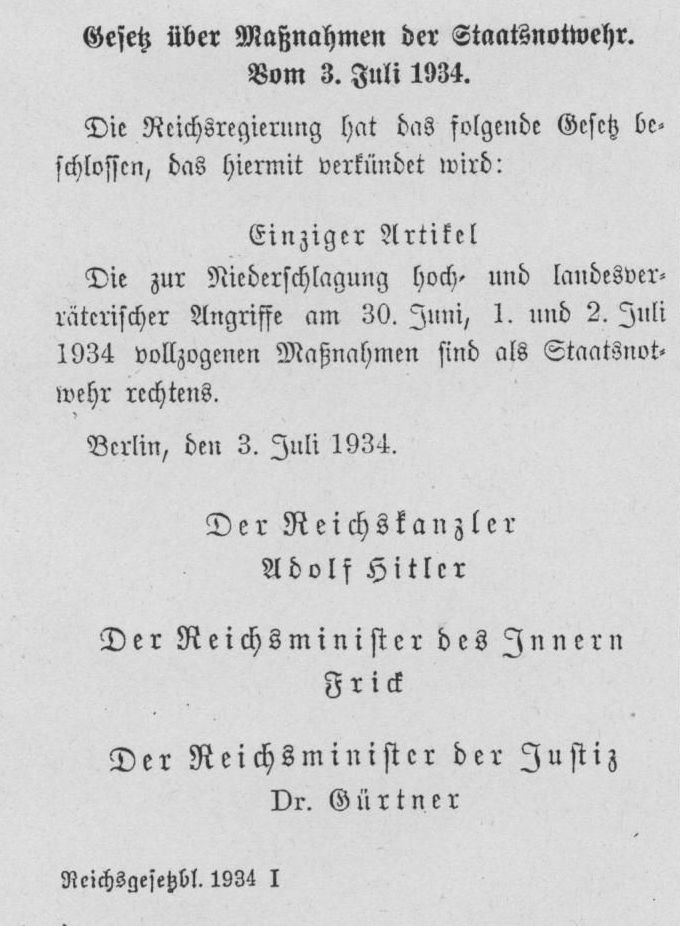
Gesetz über Maßnahmen der Staatsnotwehr vom 3. Juli 1934

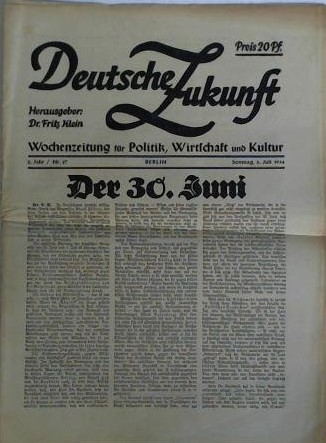
Fritz Klein in Deutsche Zukunft, 8. Juli 1934

In der offiziellen Berichterstattung wurde Hitler als das Opfer eines hinterhältigen Putsches dargestellt. Am 3. Juli, also nachträglich, wurden die Maßnahmen formal durch ein von Hitler (nach den Bestimmungen des Ermächtigungsgesetzes) erlassenes Gesetz, das Gesetz über Maßnahmen der Staatsnotwehr (Reichsgesetzblatt I S. 529) legalisiert. Der einzige Artikel des Gesetzes lautete: „Die zur Niederschlagung hoch- und landesverräterischer Angriffe am 30. Juni, 1. und 2. Juli 1934 vollzogenen Maßnahmen sind als Staatsnotwehr rechtens.“ Eine solche Staatsnotwehr bestand jedoch zu dieser Zeit nicht, sie wurde lediglich zur „Rechtfertigung“ dieser Willkürmaßnahmen hinein interpretiert. Deutschland war damit zu einem Staat mit Willkürherrschaft geworden, in dem die Meinung des Führers Gesetz war und das rechtsstaatliche Rückwirkungsverbot nicht mehr galt. Reichswehrminister Blomberg beglückwünschte am 3. Juli im Namen des Kabinetts Hitler zum erfolgreichen Abschluss der Aktion. Am 4. Juli wurden im Rahmen einer Zeremonie in Berlin die Beteiligten mit einem „Ehrendolch“ ausgezeichnet.
Hitler selbst trat erst am 13. Juli 1934 an die Öffentlichkeit, die bis dahin auf zusammenhanglose und teils widersprüchliche Meldungen aus Radio und Zeitungen angewiesen war. In seiner im Rundfunk übertragenen Reichstagsrede vom 13. Juli 1934 rechtfertigte er die Morde verschwörungstheoretisch mit dem angeblich bevorstehenden SA-Putsch, konnte aber keinerlei Beweise für diese Behauptungen vorlegen. Hitler sagte:

„Das schlimmste aber war, daß sich allmählich aus einer bestimmten gemeinsamen Veranlagung heraus in der SA eine Sekte zu bilden begann, die den Kern einer Verschwörung nicht nur gegen die moralischen Auffassungen eines gesunden Volkes, sondern auch gegen die staatliche Sicherheit abgab. […] Wenn mir jemand den Vorwurf entgegenhält, weshalb wir nicht die ordentlichen Gerichte zur Aburteilung herangezogen hätten, dann kann ich ihm nur sagen: in dieser Stunde war ich verantwortlich für das Schicksal der deutschen Nation und damit des deutschen Volkes oberster Gerichtsherr. Meuternde Divisionen hat man zu allen Zeiten durch Dezimierung wieder zur Ordnung gerufen. […] Ich habe den Befehl gegeben, die Hauptschuldigen an diesem Verrat zu erschießen, und ich gab weiter den Befehl, die Geschwüre unserer inneren Brunnenvergiftung und der Vergiftung des Auslandes auszubrennen bis auf das rohe Fleisch. […] Die Nation muss wissen, dass ihre Existenz […] von niemandem ungestraft bedroht wird. Und es soll jeder für alle Zukunft wissen, dass, wenn er die Hand zum Schlag gegen den Staat erhebt, der sichere Tod sein Los ist.“

Hitler machte sich durch die Erschießung ohne Gerichtsurteil zum Richter über Leben und Tod und, wie er es selbst ausdrückte, zum „obersten Gerichtsherren“, wodurch die Justiz offen erkennbar gleichgeschaltet war. Rechtlich weniger anspruchsvoll wurden die Vorgänge in der Propaganda auch als „Säuberungsaktion“ gegen homosexuelle Praktiken bezeichnet, die über Röhm hinaus in der SA verbreitet gewesen seien. Diese Verknüpfung der angeblichen Putschabsichten Röhms mit einer homosexuellen Verschwörung, die auch Hitler vornahm, war geeignet, die Gewaltexzesse des 30. Juni zu legitimieren, weil sich homophobe Vorurteile in allen politischen Lagern der deutschen Bevölkerung fanden. Bei diesem Narrativ  handelte es sich aber nicht nur um „Propaganda“, sondern um ein von Himmler ernsthaft vertretenes Bedrohungsszenario, das eine massive Verfolgungspolitik gegenüber Homosexuellen einleitete. So berichtete der spätere Gestapo-Verwaltungschef Werner Best, Himmler habe bereits kurz nach der Mordaktion den versammelten SS-Führern erklärt, man sei nur „knapp der Gefahr entgangen, einen Staat von Urningen zu bekommen“.

### Formaljuristische Rechtfertigung
Der prominente Staatsrechtler Carl Schmitt lieferte am 1. August 1934 die verfassungsrechtliche Rechtfertigung für Hitlers Vorgehen in einem kurzen Aufsatz unter dem Titel „Der Führer schützt das Recht. Zur Reichstagsrede Adolf Hitlers vom 13. Juli 1934“ in der gleichgeschalteten Deutschen Juristen-Zeitung. Der Führer habe „im Augenblick der Gefahr kraft seines Führertums als oberster Gerichtsherr unmittelbar Recht“ geschaffen.

### Reichswehr
Die Reichswehrführung förderte die Ernennung Hitlers zum Reichspräsidenten und damit auch zu ihrem Oberbefehlshaber für den Preis der Entmachtung der SA und der (später nicht eingehaltenen) Zusicherung, die Reichswehr würde der einzige Waffenträger im Reich bleiben. Dass Röhms Anspruch, die Reichswehr in die SA einzugliedern und damit selbst zum Oberbefehlshaber zu werden, eine größere Herausforderung an Hitler als an sie selbst war, sahen die Generäle nicht. Letztlich bezahlten sie Hitler für etwas, was dieser ohnehin hätte tun müssen. Es wurden Teile der Ausführenden offiziell mit Waffen aus Reichswehrbeständen ausgerüstet. Man akzeptierte die offizielle Begründung Hitlers, er habe im Notstand als „oberster Gerichtsherr der Nation“ gehandelt, obwohl Hitler zwei Generäle (von Schleicher und von Bredow) unter fadenscheinigen Vorwänden ermorden ließ.

Erklärung des „Reichsverbandes Deutscher Offiziere“

Die Reichswehr unterstützte die Mordaktion, weil mit der SA eine gefährliche und zugleich verachtete Konkurrenz ausgeschaltet wurde. Für viele Bürger war die Hinnahme der Morde durch die Reichswehr ein wichtiger Grund, die Erklärungen Hitlers zu akzeptieren.
Die Behauptung Hitlers, Schleicher und Bredow hätten Landesverrat betrieben, erregte die gesamte Generalität. Die Wehrkreiskommandeure und die Befehlshaber wurden bei Reichswehrminister Werner von Blomberg vorstellig und beschwerten sich, dass er nichts gegen diese Diffamierung unternehme. Niemals hätten die beiden Generäle Landesverrat betrieben; die Generalität forderte eine sofortige Untersuchung. Blomberg versprach, eine Dokumentation zu den Vorfällen zu liefern, tat dies aber nicht. Nur einer der Generäle, Generalleutnant Wolfgang Fleck, gab sich dauerhaft nicht zufrieden. Als er die Unterlagen nicht bekam, reichte er seinen Abschied ein, weil er in die Reichswehrführung kein Vertrauen mehr setzen könne. Wörtlich schrieb er an Blomberg: „[…] es ist bisher in der preußischen Armee nicht üblich gewesen, dass der Wehrmachtminister seine Wehrkreiskommandeure belügt […]“.
Aber noch von anderer Seite wurde gegen die Ermordung Schleichers Sturm gelaufen. Der greise Generalfeldmarschall August von Mackensen und der ehemalige Chef der Heeresleitung, Generaloberst a. D. Kurt von Hammerstein-Equord, versuchten vergeblich, während der Mordtage Hindenburg zu erreichen, der von seinen beiden Adjutanten Oskar von Hindenburg und Wedige von der Schulenburg hermetisch abgeschirmt wurde. Daraufhin hofften sie, durch eine Denkschrift den Reichspräsidenten aufzuklären, aber die Schrift erreichte ihn nie. Das Memorandum wurde nach dem Tode Hindenburgs vervielfältigt und an alle höheren Offiziere verteilt. Unterdessen bedrängten die beiden fortwährend Blomberg sowie den Oberbefehlshaber des Heeres, Generaloberst Werner von Fritsch, sich für die Rehabilitierung einzusetzen. Sie sorgten für eine dermaßen angespannte Stimmung im Offizierkorps, dass es Blomberg ratsam erschien, selber bei Hitler vorstellig zu werden, da sonst eine gefährliche Spaltung im Offizierskorps zu befürchten sei.
Hitler hatte zu jener Zeit schwerwiegendere Sorgen und konnte Spannungen innerhalb der Armee nicht gebrauchen. In einer geschlossenen Versammlung der Spitzen von Regierung, Partei und Reichswehr, die der Außenpolitik gewidmet war, gab Hitler am Ende seiner Rede bekannt, Untersuchungen hätten ergeben, dass die Generäle von Schleicher und von Bredow irrtümlich erschossen worden seien. Um dem Andenken der beiden unschuldig Erschossenen Genüge zu tun, sollten sie auf die Ehrentafeln ihrer Regimenter gesetzt werden. Allerdings durfte diese Erklärung nicht veröffentlicht werden, was Mackensen jedoch nicht daran hinderte, an den jährlichen Treffen aktiver und ehemaliger Generalstabsoffiziere am Geburtstag Schlieffens die Rehabilitierung zu verlesen und die „Erschießung“ als Mord zu bezeichnen.
Trotz Hitlers Versprechen, dass die Reichswehr das militärische Monopol behalten solle, erhielt die SS schon wenige Wochen nach den Morden die Erlaubnis, eigene bewaffnete Verbände aufzustellen.
Mit dem Tod Hindenburgs am 2. August 1934 leistete die Reichswehr nicht mehr den Eid auf die Verfassung, sondern den Führereid.

### Konservative
Die Konservativen, allen voran der ehemalige Reichskanzler Franz von Papen, waren 1933 mit dem Anspruch angetreten, Hitler „einzurahmen“. Sie hatten wenig Erfolg damit. Im Frühjahr 1934, als die Schwierigkeiten Hitlers mit der SA ruchbar wurden und das nahe Ableben Hindenburgs sicher erschien, unternahmen sie nochmals einen Anlauf. In seiner viel beachteten Marburger Rede fand Papen deutliche Worte gegen die Willkürherrschaft der Nationalsozialisten und forderte zur Besinnung auf. Die Aktion zur Ermordung der SA-Spitze war für Hitler eine willkommene Gelegenheit, auch mit seinen konservativen Gegnern abzurechnen. So ließ er unter anderem den Redenschreiber Papens, den Publizisten Edgar Julius Jung, ermorden. Papen selbst wagte er, wegen dessen Beliebtheit bei Hindenburg, nicht zu ermorden; er wurde als Botschafter nach Wien abgeschoben. Natürlich durfte auch eine anerkennende Botschaft Hindenburgs nicht fehlen. Es ist unbekannt, ob Hindenburg diese Botschaft selbst verfasste und was er von den Vorgängen überhaupt noch mitbekam.
Die Aktionen um den angeblichen Röhm-Putsch bedeuteten somit auch den Sieg Hitlers über die Konservativen. Hitler selbst wertete diesen Erfolg höher als den Prestigeverlust, den er durch die Affäre erlitten hatte.

### Röhm und Hitler
Röhm war eine der wenigen Personen, mit denen sich Hitler duzte. Röhms Verdienste um die Bewegung waren in Hitlers Augen bedeutend. Hitler zögerte daher lange, bis er ihn ermorden ließ, und duldete auch danach nicht, dass in seiner Gegenwart abfällig über Röhm gesprochen wurde.

## Beurteilungen
Die zeitgenössische Presse des Auslandes – insbesondere in Großbritannien, Frankreich, der Schweiz und den Vereinigten Staaten – beurteilte die Vorgänge des 30. Juni und der Folgetage größtenteils in äußerst scharfer Form. Zumeist deuteten die Kommentatoren der großen Zeitungen die „Säuberungsaktion“ als einen Akt der Selbstentlarvung, durch den Hitler und die übrigen Führungspersönlichkeiten des nationalsozialistischen Deutschlands ihre eigene kriminelle Natur sowie den kriminellen Charakter ihres Regimes vor den Augen der gesamten Welt unzweideutig unter Beweis gestellt hätten. Der britische Cartoonist David Low nahm die Ereignisse des 30. Juni – sowie die wenige Wochen später erfolgende Ermordung des österreichischen Regierungschefs Engelbert Dollfuß durch österreichische Nationalsozialisten – beispielsweise zum Anlass, um am 27. Juli 1934 im Evening Standard eine Karikatur mit dem Titel Gang War („Bandenkrieg“) zu veröffentlichen, in der er die nationalsozialistische Regierung als eine in den Besitz der Staatsmacht gelangte Verbrecherbande porträtierte, indem er Hitler, Göring und Goebbels in der archetypischen Aufmachung von Chicagoer „Gangstern“ der Prohibitionszeit darstellte, die mit in die Stirn gezogenen Filzhüten und Revolvern in der Jackentasche, den Schauplatz ihrer Verbrechen – gekennzeichnet durch eine auf dem Boden liegende Leiche – verlassen, während der Geist des zur selben Zeit in den USA von der Polizei erschossenen Bankräubers und Mörders John Dillinger die Szene mit der Bemerkung kommentiert, dass er in die Politik hätte gehen sollen.
Der Schriftsteller Thomas Mann bewertete das Blutbad dieser Tage in seinem Tagebuch als einen Akt, durch den das Hitler-Regime sich selbst demaskiert habe:

„Man konnte [bis zu diesem Ereignis] innerlich zuweilen wanken. Nun, immerhin, nach wenig mehr als einem Jahr, beginnt sich der Hitlerismus als das zu erweisen, als was man ihn von jeher sah, erkannte, durchdringend empfand: als das Letzte an Niedrigkeit entarteter Dummheit und blutiger Schmach – es wird klar, daß er sicher und unfehlbar fortfahren wird, sich so zu bewähren.“

Zeitgenossen und rückschauende Betrachter haben die weitgehend widerspruchslos erfolgte Hinnahme der im Rahmen des „Röhm-Putsches“ von der nationalsozialistischen Führung begangenen Morde durch die Organe der regulären Justiz und ihre Vertreter, durch die Armee sowie durch die Masse des deutschen Volkes als Ganzes verschiedentlich zum Anlass genommen, um Vorwürfe gegen eine oder mehrere dieser Personenkreise zu erheben. Die diesem Vorwurf zugrundeliegende Argumentation lautete dabei in der Regel, dass die genannten Personenkreise dadurch, dass sie trotz dieses ersten evidenten Großverbrechens der NS-Führung nicht gegen das nationalsozialistische Regime aufbegehrt und dieses gestürzt hätten, alle in den nachfolgenden Jahren erfolgten weiteren Verbrechen der Nationalsozialisten überhaupt erst ermöglicht hätten und dass sie sich somit aufgrund dieser Unterlassungssünde, der NS-Führung in den Arm zu fallen, nachdem diese ihren verbrecherischen Charakter am 30. Juni 1934 unter Beweis gestellt hatte, an all diesen weiteren Verbrechen moralisch mitschuldig gemacht hätten. Die Führung der deutschen Armee und die Träger des Justiz- und Verwaltungsapparates, aber auch die Masse des deutschen Volkes trügen also eine Mitverantwortung für alle weiteren Mordtaten der Nationalsozialisten, weil sie diese nach dieser ersten vor den Augen der Öffentlichkeit begangenen großen Mordaktion weiterhin an der Macht belassen hätten, obwohl sie es eben aufgrund dieses Ereignisses hätten besser wissen müssen.
So schrieb der Rechtsanwalt Werner Pünder, der wegen seiner Proteste gegen die am 30. Juni 1934 erfolgte Ermordung des Katholikenführers Erich Klausener 1935 von der Gestapo in Haft genommen wurde, nach dem Krieg:

„Den 30. Juni 1934 habe ich mehrfach […] schriftlich und mündlich als eine weltgeschichtliche Zäsur bezeichnet. Damals wäre es noch möglich gewesen, den Nationalsozialismus in seine Schranken zurückzuweisen, wenn das deutsche Volk in seiner Mehrheit den Mut gehabt hätte, die ungesetzlichen Gewalttaten des Regimes nicht nur im Stillen zu verurteilen, sondern Widerstand zu leisten.“

Auch der Publizist Joachim Fest befand in seiner Hitlerbiographie von 1973 mit Blick auf die Röhm-Affäre, dass die deutsche Bevölkerung es versäumt habe, die gebotenen und offensichtlichen Konsequenzen aus den Handlungen der Staatsführung zu ziehen. In Fests Worten verfiel mit dem 30. Juni 1934 „der Anspruch auf politischen Irrtum. Der Mord als Mittel staatlicher Politik zerstörte die Möglichkeit des guten Glaubens.“ Der Publizist Sebastian Haffner kam aufgrund des Umstandes, dass dieses erste große Morden der Nationalsozialisten „im Großen und Ganzen vom breiten deutschen Publikum und von den alten Oberschichten in Deutschland“ hingenommen wurde, zu der Einschätzung, dass: „Wenn man eine Schuld des gesamten deutschen Volkes an Hitlers Verbrechen suchen will, dann muß man sie wohl hier suchen.“
In gleicher Weise hatte der Historiker Hermann Mau bereits in den 1950er Jahren das Verdikt gefällt,

„daß das ganze Regime mit dem 30. Juni seine Natur veränderte: Seit Hitler den kaltblütigen Mord zum legalen Mittel seiner Politik gemacht hat, entrinnt er nicht mehr dem Fluch der bösen Tat. Es ist von nun ab in der nationalsozialistischen Politik so, als seien gewisse Sicherungen durchgebrannt. Macht und Gewalt haben sich unwiderruflich miteinander verbunden.“

Sinnbildlich sei diese größere Gesamtentwicklung in der mit dem 30. Juni 1934 eingeläuteten (bzw. sichtbar gewordenen) Entwicklung der SS zum Ausdruck gekommen: Diese sei aufgrund ihrer Rolle während des Mordens vom 30. Juni 1934 zunächst zu einer selbständigen Organisation erhöht worden und aus dieser Position schließlich – infolge der mit der Röhm-Aktion vollzogenen Weichenstellung – zu einer der mächtigsten Organisationen im NS-Staat überhaupt emporgewachsen, die wie keine andere „dem weiteren Verlauf der Geschichte des nationalsozialistischen Regimes sein charakteristisches Gesicht gegeben hat“.

## Juristische Aufarbeitung
Während der NS-Zeit kam es nur in einem Fall zu einer strafrechtlichen Verfolgung eines während der Röhm-Affäre verübten Mordes. Aufforderungen an das Reichsjustizministerium, an das Reichsgericht und ähnliche Stellen, die Rechtmäßigkeit einzelner Tötungen zu untersuchen, wurden von der Justiz unter Verweis auf das Gesetz über Maßnahmen der Staatsnotwehr abgelehnt. Die wohl einzige Ausnahme war der Prozess im Sonderfall Kuno Kamphausen.
Nach dem Zweiten Weltkrieg wurden die Ereignisse des Röhm-Putsches in ihrem Gesamtzusammenhang durch eine Justizstelle bereits ein Jahr nach Kriegsende im Rahmen des Nürnberger Prozesses gegen die Hauptkriegsverbrecher thematisiert.
Zu einer systematischen Untersuchung von Einzelfällen kam es aber erst durch bundesdeutsche Justizstellen ab dem Jahr 1949:
Den Anfang machte die Staatsanwaltschaft beim Landgericht München I. Diese nahm Anfang 1949 unter Federführung des Staatsanwalts Karl Weiß ein Untersuchungsverfahren zur Klärung der Tötung von Ernst Röhm und der anderen vom 30. Juni bis 2. Juli 1934 im Gefängnis Stadelheim sowie in und in der Nähe des KZ Dachau ermordeten Personen auf. Im Zuge dieser Ermittlungen konnten schließlich vierundzwanzig im Raum München getötete Personen identifiziert werden. Das Ermittlungsverfahren zog sich über einen ungewöhnlich langen Zeitraum hin. Der Grund hierfür war, dass die noch lebenden Personen, gegen die behördlicherseits der Verdacht gehegt wurde, an einigen der Münchener Tötungshandlungen beteiligt gewesen zu sein, sich noch bis in die 1950er Jahre in alliierter oder sonstiger ausländischer Gefangenschaft und damit außer Reichweite der deutschen Justiz befanden. Namentlich verdächtigte die Staatsanwaltschaft den ehemaligen SS-Gruppenführer Werner Best (bis 1951 in Haft in Dänemark), den ehemaligen SS-Standartenführer Michael Lippert (bis 1953 in Haft in den Niederlanden), den ehemaligen SS-Obergruppenführer Sepp Dietrich (bis 1955 im Kriegsverbrechergefängnis Landsberg) und den ehemaligen SS-Obergruppenführer Carl Oberg (bis 1962 in Haft in Frankreich). Die gerichtliche Voruntersuchung wegen der Münchener Morde wurde im Februar 1953 eröffnet. Nachdem Best wegen fehlenden Beweisen für eine strafrechtlich relevante Mitwirkung ganz aus dem Verfahren ausschied, Oberg weiterhin unerreichbar blieb und Lippert und Dietrich wegen mangelnder Beweise außer Verfolgung gesetzt wurden soweit es um die Taten im und in der Nähe des KZ Dachau ging, wurde erst 1956 Anklage gegen Dietrich und Lippert wegen der sieben im Gefängnis Stadelheim begangenen Tötungen vom 30. Juni und 1. Juli 1934 erhoben.
Der chronologisch erste Prozess gegen Mitwirkende an der Mordaktion von 1934 war das Verfahren gegen den ehemaligen SS-Führer Kurt Gildisch. Dieser konnte im Jahr 1949 durch einen Zufall als Mörder des am 30. Juni in seinem Büro im Reichsverkehrsministerium auf Befehl Reinhard Heydrichs erschossenen Ministerialdirektors Erich Klausener identifiziert werden: Gildisch wurde am 24. Mai 1951 durch ein Urteil des Schwurgerichts Berlin unter Berufung auf das Kontrollratsgesetz Nr. 10 wegen Verbrechens gegen die Menschlichkeit zu 15 Jahren Zuchthaus verurteilt. Nach der Aufhebung dieses Urteils durch den Bundesgerichtshof am 5. Februar 1953 – der diese Entscheidung damit begründete, dass deutsche Gerichte nach Gründung der Bundesrepublik Deutschland nicht mehr befugt gewesen seien, das Kontrollratsgesetz anzuwenden – wurde Gildisch am 18. Mai 1953 vom Schwurgericht wegen Mordes wiederum zu 15 Jahren Zuchthaus verurteilt, was der BGH am 15. Dezember 1953 bestätigte. Im Urteil vom 18. Mai 1953 gelangte das Schwurgericht zu der die juristische Grundlage für alle späteren Verfahren bildenden Feststellung der  Unstatthaftigkeit bzw. Unwirksamkeit des Gesetzes vom 3. Juli 1934:

„Entgegen der Ansicht der Verteidigung, dass die Rechtswidrigkeit der Tat deshalb entfalle, weil durch das Gesetz über Maßnahmen der Staatsnotwehr vom 3. Juli 1934 die Erschießungen im Zusammenhang mit der Röhm-Revolte nachträglich legalisiert seien, ist das Schwurgericht der Ansicht, daß dieses Gesetz […] unerheblich ist. Dieses Gesetz ist selbst rechtswidrig, da es im Widerspruch zu jeglichen rechtsstaatlichen Prinzipien steht.“

Das Schwurgericht stellte sich außerdem in Fortführung der in den Nürnberger Prozessen begonnenen Linie auf den Standpunkt, dass das Argument, „auf Befehl“ bzw. aus einem Untergebenenverhältnis heraus Tötungsdelikte ausgeführt zu haben, die Exekutoren der Mordbefehle vom 30. Juni bis 2. Juli 1934 nicht von ihrer Schuld entbinde, unrechtmäßige Tötung durchgeführt zu haben, und somit keinen Anspruch auf Straflosigkeit begründen könne, eine Auffassung, die Präzedenzfall-Charakter für die weiteren Verfahren hatte:

„Das Schwurgericht verkennt nicht, dass der Angeklagte sich in einer gewissen schwierigen Situation befand. Er hatte sich aber der SS, einer Organisation, die blinden Gehorsam verlangt, aus freien Stücken verpflichtet. Er musste daher auch die Gefahr auf sich nehmen, dass er einmal in eine derartige schwierige Situation geriet. Wer sich freiwillig fremden Willen unterwirft, bleibt strafrechtlich verantwortlich. Dass der Angeklagte nur auf Befehl handelte, entschuldigt ihn keineswegs. Das Strafrecht kennt auch keinen Entschuldigungsgrund des blinden Gehorsams und kann ihn nicht anerkennen, weil es damit die Grundlagen der Verantwortlichkeit des Menschen als Person aufgeben würde.“

Außer dem Prozess gegen Gildisch fanden in den 1950er Jahren noch weitere Verfahren gegen untergeordnete SS-Führer und SS-Leute statt, die an der Organisation und Durchführung der Morde beteiligt waren: So wurde 1954 der ehemalige SS-Standartenführer Hans Himpe vor dem Schwurgericht beim Landgericht Berlin wegen Beihilfe zum Mord angeklagt. Er hatte 1934 als Chef der Hirschberger SS-Standarte den Befehl seines Vorgesetzten, vier jüdische Bürger von Hirschberg „auf der Flucht“ zu erschießen, an seine SS-Leute weitergegeben, die daraufhin die Morde tatsächlich ausführten. Nachdem er für schuldig befunden worden war, wurde Himpe zunächst zu einer Haftstrafe von zehn Jahren verurteilt, die nach einer Revisionsverhandlung mit Urteil vom 12. September 1955 zu sechs Jahren Zuchthaus reduziert wurde. Der ehemalige SS-Obertruppführer Erich Böttger und der ehemalige SS-Unterscharführer Otto Gasse waren als Ausführende dieser Tat bereits im Jahr 1951 durch das Schwurgericht beim Landgericht Schweinfurt zu Strafen von acht bzw. vier Jahren verurteilt worden (Aktenzeichen KS 2/51). Der ehemalige SS-Angehörige Herbert Bischoff musste sich 1952 vor dem Schwurgericht Kassel wegen der Ermordung des Arztes Erich Lindemann im schlesischen Glogischdorf verantworten. Er wurde am 10. Oktober 1952 des Mordes für schuldig befunden und zu lebenslangem Zuchthaus verurteilt (Aktenzeichen 3 KS 5/52). Der ehemalige SS-Obersturmbannführer Josef Makosch, Führer der SS-Standarte in Frankenstein, und sein Untergebener, der Untersturmführer Erich Moschner, wurden 1953 vom Schwurgericht beim Landgericht Hannover wegen der Erschießung des SA-Angehörigen Enders in der Nähe von Schweidnitz abgeurteilt (Aktenzeichen 2 Ks 1/53). Der SS-Führer Richard Skarabis wurde im Jahr 1956 vom Schwurgericht beim Landgericht Braunschweig wegen der von ihm befohlenen Erschießung der Kommunisten Reh und Köppel zu vier Jahren Haft verurteilt, von denen über zweieinhalb Jahre durch die Untersuchungshaft als verbüßt galten, während die übrigen 486 Tage in eine dreijährige Bewährungsstrafe umgewandelt wurden (Aktenzeichen 1 KS 1/56).
Der wohl meistbeachtete Röhm-Putsch-Prozess fand jedoch im Jahr 1957 statt: Dieser entstand aus dem bereits oben erwähnten, seit 1949 bei der Staatsanwaltschaft München anhängigen Ermittlungsverfahren „wegen Ermordung Röhms und anderer“ (1 a Js 68, 79/49). Das Ermittlungsverfahren kam, nachdem es wegen der Unerreichbarkeit der Tatverdächtigen Jahre lang stagniert hatte, 1955 in Gang, nachdem der als einer der Hauptverantwortlichen für die Münchener Morde geltende ehemalige Befehlshaber der Leibstandarte SS Adolf Hitler, Sepp Dietrich, aus alliierter Gefangenschaft entlassen wurde und damit in die Reichweite der deutschen Behörden kam. Die Staatsanwaltschaft beim Landgericht München I erhob daraufhin, nach einer weiteren Klärung des Sachverhalts, am 4. Juli 1956 Anklage gegen Dietrich sowie gegen den ehemaligen Kommandanten der Wachmannschaften im Konzentrationslager Dachau Michael Lippert wegen der Ermordung von Ernst Röhm (Lippert) sowie sechs weiterer SA-Führer (Dietrich), die während der Tage des „Röhm-Putsches“ im Gefängnis Stadelheim getötet worden waren (Aktenzeichen 3 Ks 4/57). Das Hauptverfahren fand im Mai 1957 vor dem Landgericht München statt. Den Vorsitz führte der Landgerichtsdirektor Ludwig Graf. Die Verteidigung der beiden Angeklagten übernahm der bekannte Strafverteidiger (und spätere Innenminister von Bayern) Alfred Seidl. Der Prozess endete damit, dass Lippert und Dietrich jeweils wegen eines „gemeinschaftlich begangenen Verbrechens der Beihilfe zum gemeinschaftlich begangenen Totschlag“ zu 18 Monaten Gefängnis verurteilt wurden. Der Bundesgerichtshof bestätigte das Münchner Urteil am 20. Mai 1958.
Im Jahr 1957 fand vor dem Schwurgericht des Landgerichts Osnabrück ein Verfahren gegen Udo von Woyrsch und Müller-Altenau statt, die 1934 als Führer des SS-Oberabschnitts Schlesien bzw. des dortigen SD-Abschnitts als Beauftragte Görings und Himmlers mit der Leitung der dortigen Aktionen zur „Niederschlagung“ des angeblichen Putsches betraut waren. Gegenstand des Verfahrens war die Erschießung von zwanzig Personen in den zu ihrem Zuständigkeitsgebiet gehörenden Städten Breslau, Hirschberg, Landeshut, Leobschütz, Glogau und Waldenburg in der Zeit vom 30. Juni bis 2. Juli 1934. Woyrsch wurde am 2. August 1957 wegen Beihilfe zum Totschlag in sechs Fällen zu zehn Jahren Haft verurteilt; in einem Fall wurde er wegen erwiesener Unschuld und in den übrigen Fällen aus Mangel an Beweisen freigesprochen. Müller-Altenau wurde in allen Fällen aus Mangel an Beweisen freigesprochen. Auf Initiative von Woyrsch kam es im Anschluss an das Urteil zu einer Vielzahl von staatsanwaltschaftlichen Untersuchungsverfahren wegen Meineides gegen Personen, die im Prozess ausgesagt hatten. All diese Verfahren wurden im Laufe der 1960er Jahre eingestellt.
Der SS-Brigadeführer Erich von dem Bach-Zelewski, der seit Februar 1934 für den SS-Oberabschnitt Nordost (Region Ostpreußen) zuständig war, wurde nach langwierigen Vorermittlungen im Januar 1961 in Nürnberg wegen der am 2. Juli 1934 erfolgten Ermordung des Anton von Hohberg und Buchwald angeklagt. Das Gericht kam zum Ergebnis, dass die Tat auf seinen Befehl erfolgt sei und verurteilte ihn dafür zu vier Jahren und zehn Monaten Haft.
Der SS-Führer Heinz Fanslau, der am 1. Juli 1934 bei Tilsit den SA-Angehörigen Bläsner erschossen hatte, wurde für diese Tat im Juli 1963 vom Schwurgericht München wegen Beihilfe zum Mord zu drei Jahren Haft verurteilt.
Die Staatsanwaltschaften München bzw. Berlin leiteten Ende der 1960er Jahre Untersuchungsverfahren wegen der Ermordung des ehemaligen Reichskanzlers Schleicher und des Oppositionellen Herbert von Bose ein, die beide am 30. Juni 1934 im Berliner Raum erschossen wurden. Diese Verfahren mussten schließlich eingestellt werden, ohne dass es zu einer Anklageerhebung gekommen wäre, da Täter nicht ermittelt werden konnten und die wahrscheinlichen Auftraggeber verstorben waren.

## Wissenschaftliche Aufarbeitung
Eine umfassende wissenschaftliche Monographie zur Röhm-Affäre liegt bislang nicht vor. Stattdessen beschränkt sich das Korpus der vorhandenen Arbeiten auf eine Reihe von Aufsätzen sowie auf spezialisierte Werke zu bestimmten Teilaspekten.
Der Historiker Wolfram Pyta kennzeichnete die Röhm-Affäre aus diesem Grund im Jahr 2016 als einen der noch immer verbliebenen „weiße[n] Flecken bei der Erforschung der SA“ und erklärte, dass eine „quellenmäßig fundierte Gesamtschau“ des Vorgangs nach wie vor ein Desiderat der Forschung sei.
Als wichtigste Studie zum Thema gilt nach wie vor das Buch Mordsache Röhm des Journalisten Heinz Höhne aus dem Jahr 1984. Dieser Arbeit wird von Jost Dülffer attestiert, dass sie trotz eines populären („nicht verwissenschaftlicht[en]“) Schreibstils „ein das Thema erschöpfend behandelndes und wissenschaftlichen Anforderungen genügendes Werk“ darstellt.
Für die DDR-Geschichtswissenschaft waren Kurt Gossweilers Studien zur Röhm-Affäre maßgebend. In seiner Doktorarbeit von 1963, die 1982 unter dem Titel Die Röhm-Affäre in der BRD veröffentlicht wurde, versuchte Gossweiler im Sinne der in der DDR verbreiteten Monopolgruppentheorie nachzuweisen, dass hinter den politischen Machtkämpfen (NSDAP versus Staat, SA versus Reichswehr) auch ein Machtkampf zwischen verschiedenen „Monopolgruppen“ (Kohle/Stahl versus Chemie/Elektro) ausgetragen wurde und diese Konflikte eng miteinander verwoben waren. Gossweilers Interpretation der Ereignisse sorgte in der DDR für eine breite Diskussion.
In der Fachwissenschaft wird die rechtfertigende Behauptung des Regimes, die SA hätte insgeheim einen Putsch geplant, der unmittelbar bevorgestanden hätte, verschiedentlich als Verschwörungstheorie bezeichnet. Dem widerspricht der britische Historiker Richard J. Evans mit dem Argument, „alles, was Röhm sagte und tat, sagte und tat er in aller Öffentlichkeit.“

## Filmische Annäherungen
Dokumentationen
- Hitler’s Night of the Hummingbird. Dokumentation der BBC (Regie und Präsentation Hugh Greene, Erstausstrahlung BBC am 30. Juni 1981; deutsche Fassung unter dem Titel Die Nacht der langen Messer, erstmals ausgestrahlt am 28. Juni 1984 in der ARD)
- Männer, Helden und schwule Nazis. Dokumentarfilm  von Rosa von Praunheim, Deutschland 2005
- Durch Mord zur absoluten Macht. Hitler dezimiert die SA, Dokumentation Arte (Regie: Marie-Pierre Camus und Gérard Puechmorel)

Dramatisierungen
- 1967: Der Röhm-Putsch – Fernsehspiel – Regie und Drehbuch Axel Eggebrecht – Darsteller: Hans Korte (Ernst Röhm), Wilmut Borell (Fritz von Krausser), Helmut Fischer (August Schneidhuber), Ulrich Beiger (Reichenau), Arthur Brauss, Friedrich G. Beckhaus, Dieter Kirchlechner, Gustl Bayrhammer
- 1969: Die Verdammten ist ein deutsch-italienischer Spielfilm (Italienischer Originaltitel: La caduta degli dei).
In diesem opulent ausgestatteten Historienfilm von Luchino Visconti erscheint eine kurze Szene über die Ermordung von Angehörigen der SA in der Pension Hanselbauer in Bad Wiessee – geschichtlich vermutlich nicht authentisch.

### Zeitgenössische Schriften
- Anonym: Weissbuch über die Erschiessungen des 30. Juni. Éditions du Carrefour, Paris 1934. (Vorwort Georg Branting).
- Anonym:[67] Das deutsche Volk klagt an. Hitlers Krieg gegen die Friedenskämpfer in Deutschland. Ein Tatsachenbuch. editions Carrefour, Paris 1936 (als Faksimile-Nachdruck, Hrsg. Katharina Schlieper, Laika Verlag, Hamburg 2012, ISBN 978-3-942281-20-1).
- Klaus Bredow [= Konrad Heiden]: Hitler rast. Der 30. Juni. Ablauf, Vorgeschichte und Hintergründe. Volksstimme Verlag, Saarbrücken 1934. Neuausgabe: Hitler rast. Nach 90 Jahren wiederentdeckt: die erschreckende Analyse eines prominenten Nazi-Gegners. Hrsg. von Sven Felix Kellerhoff. Verlag Herder, München 2024, ISBN 978-3-451-83385-4.
- Otto Strasser: Die deutsche Bartholomäusnacht. Reso Verlag, Zürich 1934.

### Forschungsliteratur
Quelleneditionen
- Klaus-Jürgen Müller: „Reichswehr und «Röhm-Affäre». Aus den Akten des Wehrkreiskommandos (Bayer.) VII“, in: Militärgeschichtliche Mitteilungen 13. Jg. (1968), S. 107–144.

Überblicksdarstellungen
- Heinrich Bennecke: Die Reichswehr und der „Röhm-Putsch“. Olzog, München 1964, DNB 458753270.
- Charles Bloch: Die SA und die Krise des NS-Regimes 1934. Suhrkamp, Frankfurt am Main 1970, DNB 456137343.
- Immo von Fallois: Kalkül und Illusion. Der Machtkampf zwischen Reichswehr und SA während der Röhm-Krise 1934. Duncker & Humblot, Berlin 1994, ISBN 3-428-07975-2 (= Beiträge zur politischen Wissenschaft, 75).
- Karl Martin Graß: Edgar Jung, Papenkreis und Röhmkrise 1933/34. Heidelberg 1966.
- Otto Gritschneder: „Der Führer hat Sie zum Tode verurteilt …“, Hitlers „Röhm-Putsch“-Morde vor Gericht. Beck, München 1993, ISBN 3-406-37651-7 (enthält eine Liste von 90 Ermordeten und im Anhang eine alphabetische Übersicht der Opfer und der Akteure).
- Kurt Gossweiler: Der Putsch, der keiner war. Die Röhm-Affäre 1934 und der Richtungskampf im deutschen Faschismus. PapyRossa, Köln 2009, ISBN 978-3-89438-422-7.
- Eleanor Hancock: Ernst Röhm. Hitler’s Chief of Staff. Palgrave Macmillan, London 2008, S. 141–166, ISBN 978-0-230-12050-1.
- Dies.: The Purge of the SA Reconsidered: ‘An Old Putschist Trick’. In: Central European History 44 (2011), S. 669–683 (Digitalisat).
- Heinz Höhne: Mordsache Röhm: Hitlers Durchbruch zur Alleinherrschaft, 1933–1934. Rowohlt, Reinbek bei Hamburg 1984, ISBN 3-499-33052-0.
- Sven Felix Kellerhoff: «Röhm-Putsch!» 1934. Hitlers erste Mordaktion. Herder, Freiburg i. Br. 2024, ISBN 978-3-451-39896-4.
- Ian Kershaw: Hitler. Band 1: 1889–1936. Deutsche Verlags-Anstalt, Stuttgart 1998, ISBN 978-3-421-05131-8, S. 627–662.
- Helmut Krausnick: Der 30. Juni 1934, Bedeutung, Hintergründe, Verlauf. In: Aus Politik und Zeitgeschichte. Beilage zur Wochenzeitung „Das Parlament“, 30. Juni 1954, B XXV/54, S. 317–324.
- Peter Longerich: Die braunen Bataillone. Geschichte der SA. Beck, München 1989, ISBN 3-406-49482-X, S. 206–219.
- Peter Longerich: Abrechnung. Hitler, Röhm und die Morde vom 30. Juni 1934. Molden, Graz 2024, ISBN 978-3-406-33624-9.
- Hermann Mau: Die «Zweite Revolution» – Der 30. Juni 1934. In: Vierteljahrshefte für Zeitgeschichte. Jahrgang 1 (1953), Heft 2, S. 119–137 (online PDF; 1,0 MB).
- Alexander Zinn: Die soziale Konstruktion des homosexuellen Nationalsozialisten. Zu Genese und Etablierung eines Stereotyps. Peter Lang, Frankfurt am Main 1997.
- Alexander Zinn: „Aus dem Volkskörper entfernt“? Homosexuelle Männer im Nationalsozialismus. Campus, Frankfurt am Main 2018, ISBN 978-3-593-50863-4.

Speziell zu den Vorgängen in München
- Ulrich Herbert: Best. Biographische Studien über Radikalismus, Weltanschauung und Vernunft. 1903–1989. Dietz, Bonn 1996, S. 143–147. ISBN 3-8012-5030-X.
- Hans-Günter Richardi, Klaus Schumann: Geheimakte Gerlich/Bell. Röhms Pläne für ein Reich ohne Hitler. Ludwig Verlag, München 1993, S. 168–182. ISBN 3-7787-2135-6.
- Wolfram Selig: Ermordet im Namen des Führers. Die Opfer des Röhm-Putsches in München. In: Winfried Becker, Werner Chrobak (Hrsg.): Staat, Kultur, Politik. Beiträge zur Geschichte Bayerns und des Katholizismus. Festschrift zum 65. Geburtstag von Dieter Albrecht. Kallmünz/Opf. 1992, S. 341–356.

Publikationen über einzelne Morde während der Röhm-Affäre
- Theodor Eschenburg: Zur Ermordung des Generals Schleicher. In: Vierteljahrshefte für Zeitgeschichte. Heft 1, 1953, S. 71–95 (Online PDF; 1,3 MB).
- Lothar Gruchmann (Bearbeiter): Erlebnisbericht Werner Pünders über die Ermordung Klauseners am 30. Juni 1934 und ihre Folgen. In: Vierteljahrshefte für Zeitgeschichte, 19. Jahrgang (1971), S. 404–431 (Digitalisat).
- Rainer Orth: Der SD-Mann Johannes Schmidt. Der Mörder des Reichskanzlers Kurt von Schleicher? Tectum, Marburg 2012, ISBN 978-3-8288-2872-8.
- Bernhard Sauer: Othmar Toifl (1898–1934) – Kurt Dalueges geheimnisvoller Nachrichtenmann. In: Zeitschrift für Geschichtswissenschaft 64, 2016, S. 833–853 (Digitalisat).
- Bernhard Sauer: In Heydrichs Auftrag: Kurt Gildisch und der Mord an Erich Klausener während des „Röhm-Putsches“. Metropol, Berlin 2017, ISBN 978-3-86331-373-9.